# Benoît Paire
Benoît Paire, né le 8 mai 1989 à Avignon (Vaucluse), est un joueur de tennis français, professionnel depuis 2007.
Il a gagné trois tournois sur le circuit principal en simple, à Båstad en 2015, puis à Marrakech et à Lyon en 2019. Il a atteint en outre six autres finales. En Grand Chelem, il a atteint les huitièmes de finale à trois reprises, à l'US Open en 2015, à Wimbledon en 2017 et à Roland-Garros en 2019. Lors du tournoi de Miami en 2018, il bat l'ancien numéro 1 mondial Novak Djokovic, signant l'une des plus grandes victoires de sa carrière.
Son meilleur classement en simple est la 18e place mondiale, obtenue en janvier 2016.
En double, il a remporté le tournoi de Chennai avec Stanislas Wawrinka en 2013, et il a atteint trois autres finales sur le circuit ATP.

## Biographie
Benoît Paire naît le 8 mai 1989 à Avignon, de Philippe et Éliane Paire. Il commence le tennis à l'âge de 5 ans. Son frère aîné Thomas avec qui il joue parfois en double, a été finaliste des Championnats de France junior en 2003.

## Un joueur atypique
Benoît Paire est droitier avec un revers à deux mains. Le revers est son point fort, ainsi que ses services et son toucher de balle de bonne qualité lui permettant d'effectuer de beaux amortis. Son coup droit, son point faible, est souvent flottant et ne lui permet pas de faire des points gagnants. Cependant, il a progressé sur ce côté-là ; il le frappe plus souvent à plat, et se révèle plus efficace en général, même si lors de points importants c'est le coup qui le trahit. Chose rare dans le circuit, il fait des décalages revers.
Ce joueur de 1,96 m a un côté atypique, car ce fan de Marat Safin a du caractère, et il reconnaît lui-même ses « pétages de plombs », se qualifiant d'ailleurs parfois de « zouave » ou de « joyeux luron ». Patrice Dominguez voyait en lui « un diamant à l'état brut », « un étalon mal dressé » ou encore « Dr Jekyll et Mister Hyde ». Il est décrit comme un joueur émotif qui manque de confiance en lui : en février 2013, un journaliste note que Benoît Paire est capable d'envisager de ne plus gagner un seul match de l'année alors qu'il vient d'atteindre la deuxième finale ATP de sa carrière. Son alimentation est également inhabituelle par rapport aux autres joueurs professionnels : il reconnaît volontiers qu'il mange régulièrement dans des fast-foods et qu'il boit des sodas durant ses matchs.

## Un parcours atypique
Cet étudiant dans un lycée agricole fait partie des meilleurs Français étant jeune, puis à 15/16 ans il n'a plus envie d'aller à l'entraînement car il doit choisir entre ses deux passions le tennis et le football qu'il a pratiqué pendant plusieurs années dans le club du Pontet, situé à côté d'Avignon. Pratiqué à la base pour se « détendre », il finit par trancher pour le tennis. Puis un ami de son père lui paye une année complète d'entraînement à l'ISP Académie de Sophia Antipolis près de Nice avec Charles Auffray. Il s'entraîne donc pour la 1re fois quotidiennement et est repéré par la fédération. Il entre au CNE (centre national d'entraînement) en novembre 2007 avec Jérôme Potier et Jérôme Prigent comme entraîneurs successifs. Mais en octobre 2009 à cause de son fort caractère, Patrice Hagelauer, fraîchement DTN (directeur technique national) relève des soucis de comportement en raison desquels il fait le choix, en 2008, de le renvoyer tout simplement de la structure d'entraînement fédérale et donc de mettre fin à toutes les aides qui vont avec (invitations…).
Cet épisode est suivi par deux mois de doutes durant lesquels il n'a plus vraiment envie de jouer, jusqu'au jour où il rencontre Lionel Zimbler, ancien entraîneur de Fabrice Santoro, qui décide de le prendre en main.
Depuis 2018, il s'entraîne à l'Académie de Tennis Mouratoglou, près de Cannes à Sophia Antipolis.

## Carrière sportive

### 2007/2008. Des juniors aux senior

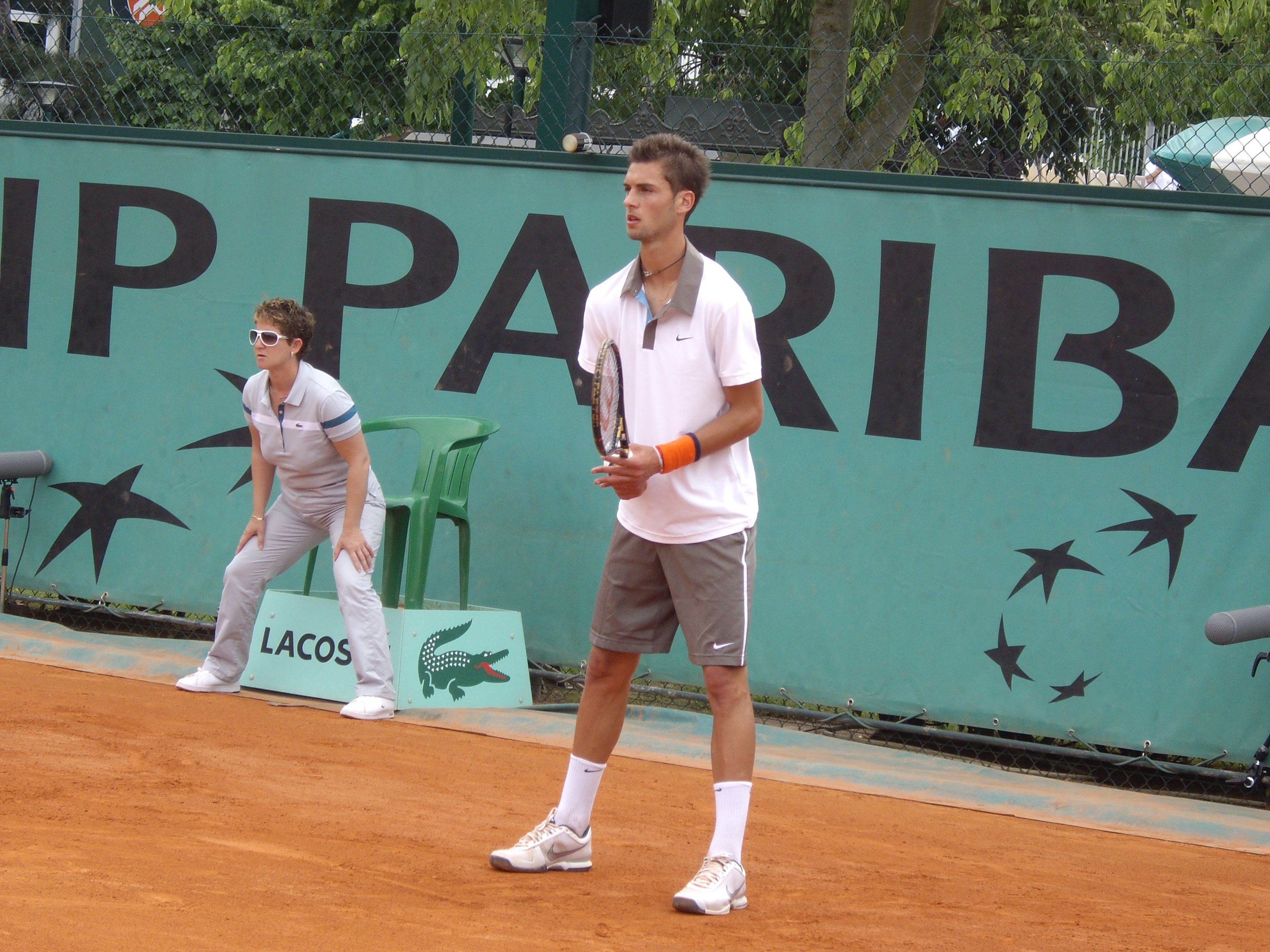
Benoît Paire aux qualifications de Roland-Garros 2009.

À 18 ans, il a été finaliste, comme son frère en 2003, des Championnats de France des 17-18 ans en 2007 contre Guillaume Rufin mais ses jets de raquette lui ont coûté de nombreux points de pénalité durant le match. Son parcours sur le circuit junior en 2007 est notamment marqué par deux titres en avril au Cap d'Ail et à Istres, qui lui ont permis d'obtenir son meilleur classement chez les juniors en juin 2007 : 91e mondial.
Arrivé sur le circuit professionnel senior en juin 2007, il remporte son premier tournoi Future dans la foulée en juillet 2007 à Bourg-en-Bresse. En 2008, il participe à son premier tournoi Challenger après s'être extirpé des qualifications à Saint-Brieuc en mars, peu de temps après avoir disputé les qualifications du tournoi ATP de Marseille.

### 2009. Année de la révélation
En 2009, il remporte le tournoi Future de Koper en Slovénie en juin, et fait quatre autres finales à Felixstowe en Grande-Bretagne en juillet, à Saint-Polten en Autriche en août, à Porto au Portugal et à Hambach en Allemagne en septembre.
Il commence à se faire connaitre à Roland-Garros 2009 en atteignant le dernier tour des qualifications. Revenant de blessure à 20 ans, - 30e au niveau national, 606e mondial, et détenteur d'une invitation, il bat le Russe Mikhail Elgin 133e mondial avant de perdre au 3e et dernier tour contre l'Italien Fabio Fognini, tête de série no 1 des qualifications et 62e mondial.

### 2010. Année de la progression

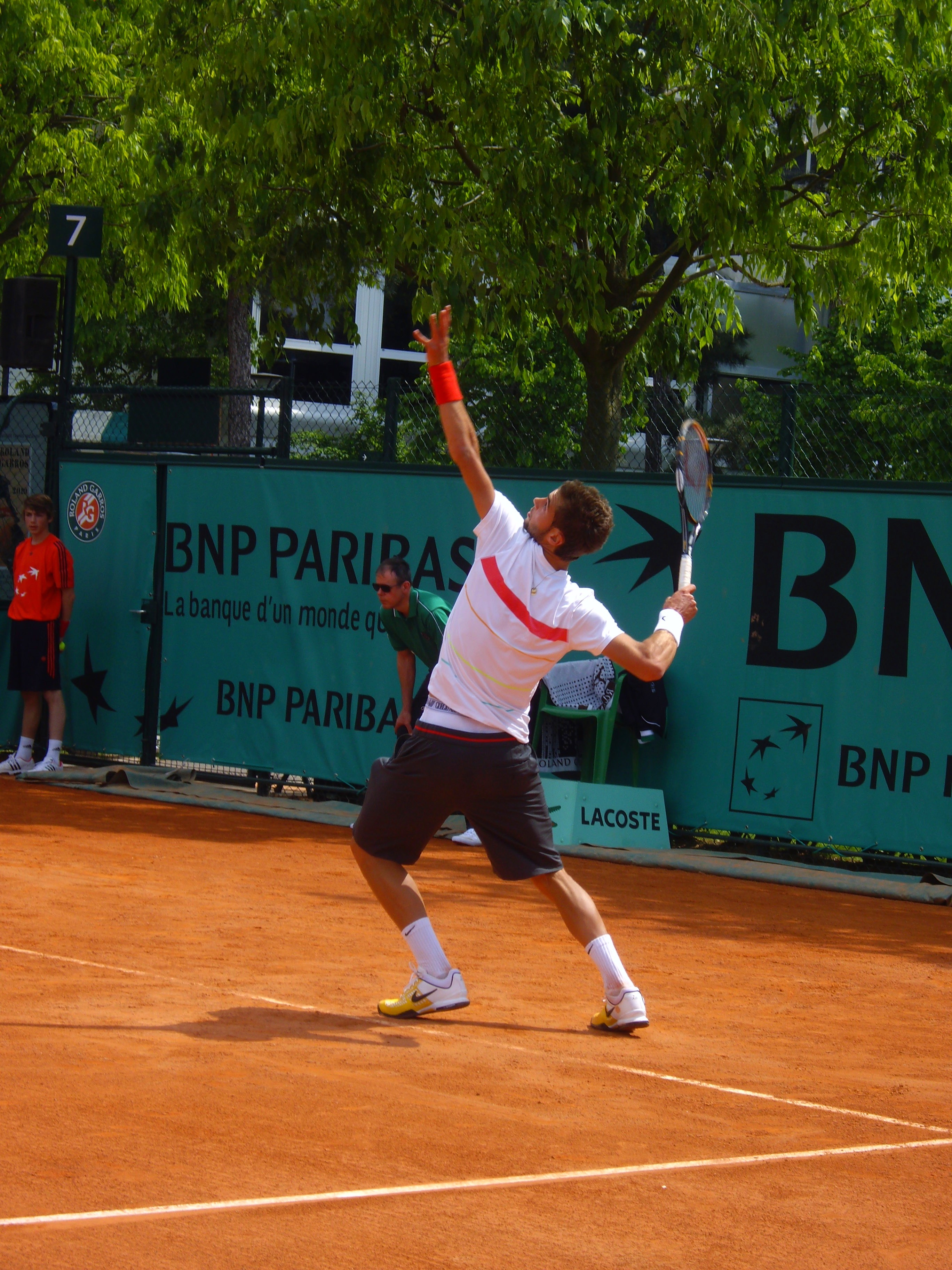
Benoît Paire aux qualifications de Roland-Garros 2010.

Benoît Paire commence l'année 2010 par un titre dans le future américain de Plantation, puis enchaîne avec un autre à Faro et à Albufeira au Portugal en mars. Il participe également au tournoi de Saint-Brieuc où il battra Marcel Granollers qui est à ce moment-là un top100, il sera en 2012 dans le top20. Tous ces bons résultats se traduisent dans son classement, avec une 216e place à l'aube de Roland-Garros. Il a donc pratiquement gagné 400 places en un an.
Pour son 2e Roland-Garros, il fait mieux que l'année précédente en réussissant à se qualifier. Il bat au 1er tour l'Autrichien Stefan Koubek, tête de série numéro 11 des qualifications, 117e mondial et ancien 20e mondial, en 3 sets. Au second tour, il élimine le Mexicain González en trois sets avant de battre l'Allemand Kindlmann au dernier tour.
Pour son 1er tour dans un tableau principal du Grand chelem, il est opposé au Belge Olivier Rochus, 62e mondial et s'incline en 4 sets 3-6, 7-64, 6-4, 7-5 après avoir conquis le public avec ses amorties, ses revers et sa combativité, un brin de folie.
Il enchaîne avec une défaite au 1er tour des qualifications de Wimbledon à Londres contre l'Américain Brendan Evans (6-4, 6-72, 6-3). Il atteint par la suite deux finales en challenger sur terre battue : une à Arad en Roumanie en juillet durant laquelle il s'incline contre son compatriote David Guez, tête de série numéro 1 du tournoi 6-3, 1-6, 6-3, et une autre en août à Saint-Sébastien en Espagne où il perd contre l'Espagnol Albert Ramos sur le score de 6-4, 6-2.

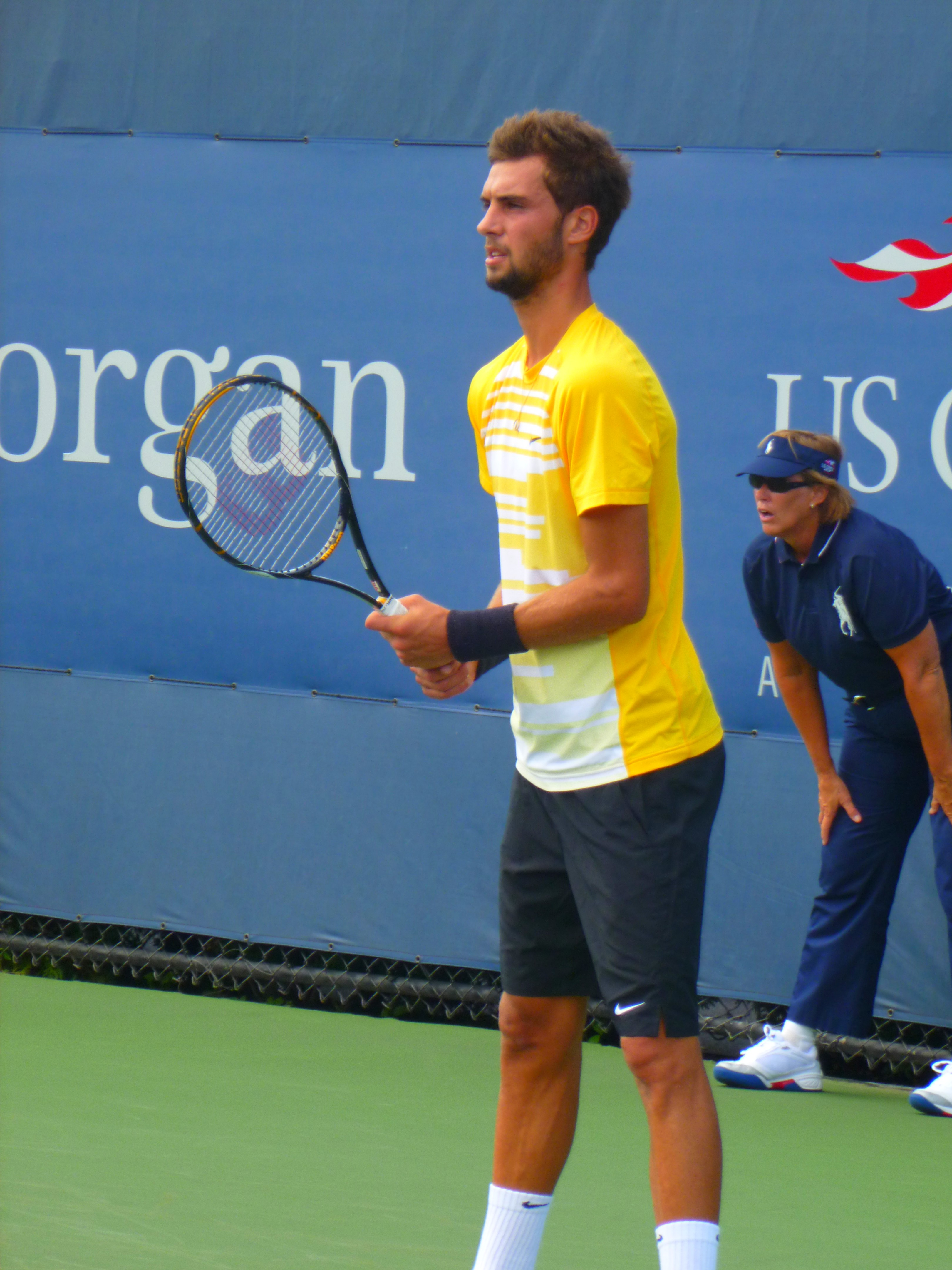
Benoît Paire aux qualifications de l'US Open 2010.

Il prend le risque de jouer ce tournoi juste avant de devoir disputer les qualifications de l'US Open pour des raisons financières, car il ne peut pas prendre le risque d'aller à New York et de repartir sans rien, s'il perd d'entrée. Il hésite un temps à aller à l'US Open. Son entraîneur ne veut pas qu'il y aille, mais Benoît est convaincu de pouvoir s'adapter.
Par chance, la pluie lui permet de souffler et décale son premier tour de qualification au jeudi. Grâce à sa finale à San Sebastian (Saint-Sébastien) , il monte au classement ATP à la 163e place mondiale, ce qui lui permet de commencer les qualifications de l'US Open en tant que tête de série numéro 32. Il domine Stadler, Krajinovic et Igor Sijsling pour se hisser dans le grand tableau. Pour ses deux derniers matchs, le Français, énervé après un arbitrage qu'il n'estime pas en sa faveur, laisse filer les premiers sets dans chaque match avant de se reprendre dans les 2e et 3e. Après s'être qualifié pour son 1er Roland-Garros, il se qualifie la même année pour son 1er US Open.
Au 1er tour, il gagne 6-3, 6-3, 4-6, 3-6, 7-62 : après avoir mené deux sets à zéro contre l'Allemand Rainer Schüttler, 91e et ancien 5e mondial, l'Allemand revient à deux sets partout. Moins en jambes et semblant être étouffé par la chaleur, le Français est mené 5-2 dans le 5e set, avant de se réveiller, et d'enchaîner quatre jeux consécutifs pour décrocher un tie-break dans lequel il s'impose 7-2. Pour son 2e tour, l'Avignonnais est opposé à l'Espagnol Feliciano López, 25e mondial et tête de série numéro 23. Après être passé à quelques points de la victoire (il menait 5-4, service à suivre dans le 4e set), Benoît Paire est battu 6-4, 66-7, 5-7, 7-63, 6-2.
Revigoré par cette 1re victoire en Grand Chelem, il finit l'année en obtenant une wild-card à Montpellier, où il s'incline au premier tour contre John Isner. Ensuite, il s'extirpe des qualifications à Valence, en battant notamment le Colombien Alejandro Falla, 87e mondial, en qualification mais perd ensuite au 1er du tableau principal.

### 2011. Année de la confirmation

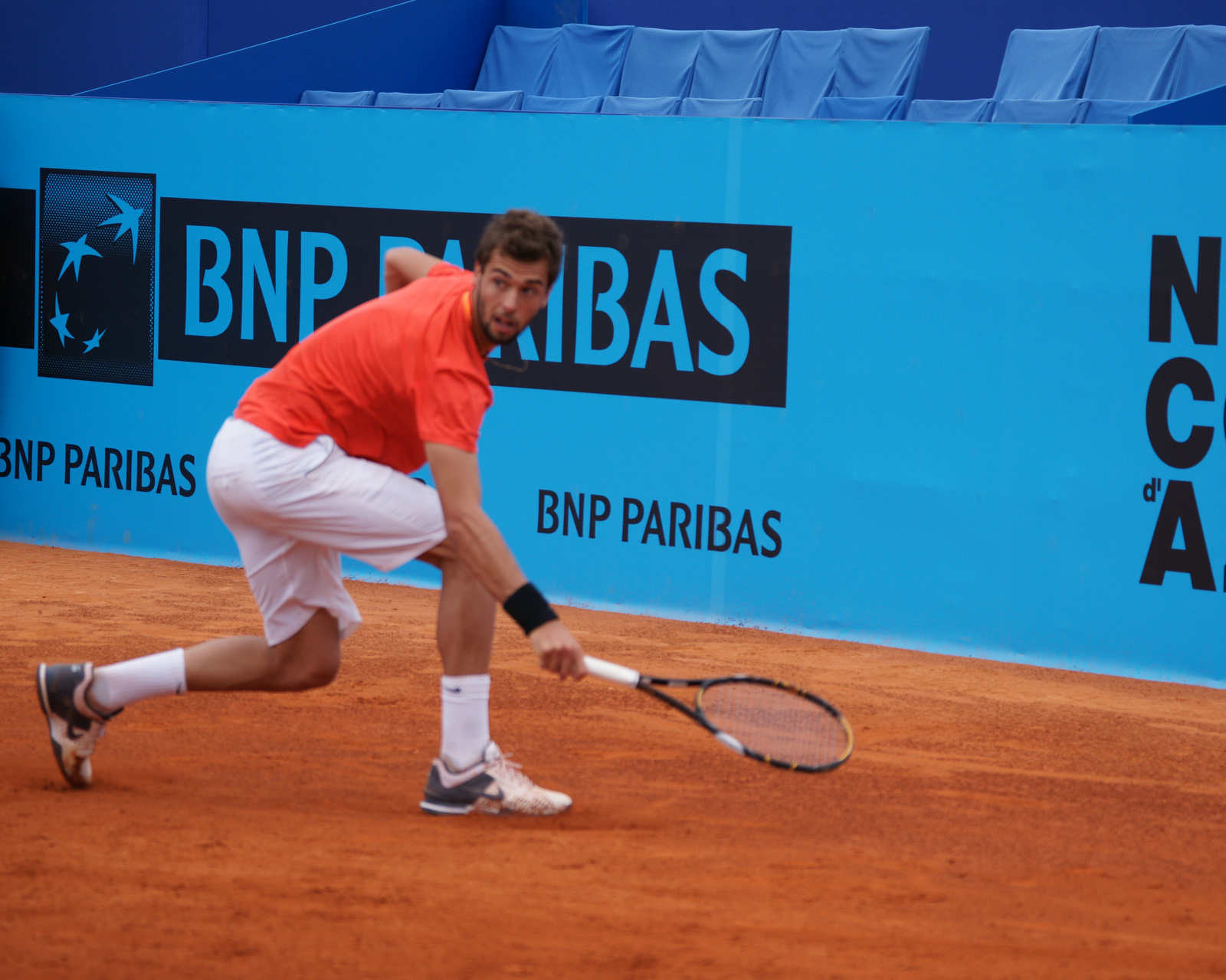
Benoît Paire aux qualifications de l'Open de Nice 2011.

L'année commence par deux défaites en deux tournois contre des joueurs au-delà du top 300 (ou presque). Arrivant avec peu de confiance à l'Open d'Australie, où il a obtenu une wild card grâce aux accords existant entre les fédérations australienne et française, il hérite d'un tirage plutôt favorable avec le qualifié italien Flavio Cipolla, 248e mondial. Il se qualifie pour le 2e tour 6-1, 7-5, 6-1, stade auquel il s'incline de peu contre le Croate Ivan Ljubičić, tête de série numéro 17 et ancien 3e mondial, 6-3, 62-7, 6-4, 7-65.
Benoît Paire joue ensuite les qualifications au tournoi de Rotterdam qui débute le 5 février. Il parvient à rentrer dans le tableau final en battant notamment Julien Benneteau, 60e mondial, au dernier tour des qualifications, 4-6, 6-3, 6-4.
Le jeune Français hérite de Gilles Simon, 33e mondial, au 1er tour du tableau principal. Malgré ce tirage difficile et leurs cent trois places d'écart au classement ATP, Paire l'emporte en 3 sets et se qualifie pour le second tour, où il perd lourdement contre Ivan Ljubičić, 6-0, 6-4.
La semaine suivante, Benoît Paire est invité à l'Open 13 de Marseille, où il est battu sèchement au premier tour par Jo-Wilfried Tsonga sur le score de 6-1, 6-2.
Après quelques semaines laborieuses et des résultats en dents de scie dans les challengers, le jeune Avignonnais parvient en finale d'un tournoi sur terre battue indoor à Saint-Brieuc, où il n'est battu que par son compatriote Maxime Teixeira. Ce tournoi va relancer la saison du Français alors que la tournée sur terre battue arrive.
Benoît Paire tente les qualifications au Masters de Monte-Carlo à partir du 9 avril, mais il échoue au premier tour contre le Belge Olivier Rochus en trois manches. Il enchaîne avec l'Open de Barcelone, où il passe les deux tours de qualifications puis le premier tour du tableau principal, avant d'échouer devant l'Espagnol Albert Montañés, 27e mondial, 6-7, 6-1, 6-4. Il atteint alors le meilleur classement de sa carrière à la 112e place mondiale.
Il continue sur cette bonne lancée la semaine suivante à Ostrava en Tchéquie, dans un Challenger où il a le statut de tête de série no 3. Après s'être défait, toujours en deux sets, de son compatriote Laurent Rochette, de l'Allemand A. Flock et du Russe A. Kudryavtsev (138e mondial), il s'incline 4-6, 7-6, 6-1 en demi-finale contre Stéphane Robert. Grâce à cette demi-finale, Benoît Paire entre pour la première fois dans le top 100 (99e). Il déclare à ce propos : « J'étais aux anges !! C'est un cap vachement important et j'avais dit que je voulais le passer au plus vite pour ne pas cogiter et me dire j'y arrive pas, j'y arrive pas ! ».
La terre battue continue à lui sourire quelques jours plus tard pour son entrée en lice dans le tournoi Challenger de Rome (30 000 €) puisqu'il bat le local M. Trevisan en deux sets. Mais il échoue au second tour contre le 119e mondial, l'Allemand Dustin Brown, tombeur d'Arnaud Clément au tour précédent.
Il embraye au Tournoi de Bordeaux avec une victoire facile sur Arnaud Clément au premier tour, avant de buter sur le Chilien Paul Capdeville, ancien pensionnaire du top 50.
Il est battu la semaine suivante au premier tour à Nice par Victor Hănescu (65e mondial) qu'il retrouvera à Roland-Garros à partir du 22 mai. C'est sa deuxième apparition Porte d'Auteuil, où il bénéficie d'une wild card ; il pourrait rencontrer Novak Djokovic au deuxième tour.
Malheureusement, le jeune Français s'incline en 4 manches contre Hanescu (7-5, 4-6, 6-1, 7-64) au terme d'un match marqué par les 58 coups gagnants du Français.
Grâce à son classement, il apparaît d'entrée dans le tableau final de Wimbledon. Il hérite d'un tirage extrêmement compliqué, car il affronte David Ferrer, tête de série no 7. Il perd ce match 6-4, 6-4, 6-4.
Début septembre, Benoît Paire remporte son premier tournoi Challenger à Brașov en Roumanie (30 000 €) après avoir battu Ádám Kellner, Andrei Ciumac, Andreas Beck, Jan Hájek. Il profite de l'abandon, lors de la finale, de son compatriote Maxime Teixeira (6-4, 3-0 ab.).
En novembre, durant le premier tour des qualifications du Masters de Paris-Bercy 2011, l'Avignonnais s'offre le sixième top 100 de sa carrière (après Marcel Granollers, Rainer Schüttler, Alejandro Falla, Julien Benneteau et Gilles Simon) en la personne de l'Ouzbek Denis Istomin, alors 68e mondial.
La semaine suivant le Masters de Paris-Bercy, Benoît Paire remporte son deuxième Challenger à Salzbourg (42 500 €) en Autriche. Après avoir passé les trois premiers tours en trois sets et après avoir sauvé 2 balles de match lors du troisième tour, le Français se défait du local Andreas Haider-Maurer en demi, en profitant de l'abandon de ce dernier.
En finale, l'Avignonnais domine le Slovène Grega Žemlja, qu'il bat 66-7, 6-4, 6-4. Cette victoire le fait rentrer à nouveau dans le top 100, à la 94e place mondiale, ce qui le qualifie directement pour l'Open d'Australie qui commence en janvier de l'année suivante.

### 2012. Première finale ATP en simple
À Auckland, il sort des qualifications pour se hisser jusqu'en quart de finale, après avoir battu deux top 50 (Juan Carlos Ferrero puis Juan Ignacio Chela), une performance, car c'est la première fois qu'il atteint ce stade de la compétition sur un tournoi ATP. Il est battu de justesse en quart de finale par le Belge Olivier Rochus sur le score 6-3, 65-7, 7-64. Malheureusement, il se fait une déchirure à l'abdomen et se fait sèchement sortir au 1er tour de l'Open d'Australie par Stanislas Wawrinka, 6-1, 6-1, 7-5.
Initialement à l'arrêt pour six semaines, Paire reprend la compétition seulement quatre semaines après l'annonce de sa blessure. Il part en Amérique du Sud pour faire une tournée sur terre battue pendant trois semaines.
Le Français enchaîne avec le Masters d'Indian Wells et est battu dès le 1er tour par l'Argentin Carlos Berlocq, 6-4, 6-2.
Il embraye avec le Masters de Miami, où il est battu au dernier tour des qualifications par le Belge David Goffin. Pour son dernier tournoi en Amérique, Paire va jouer au Gosier, en Guadeloupe, pour un tournoi Challenger où il passe un tour avant d'être éliminé.
La saison sur terre redémarre à Casablanca pour le Français. Au premier tour, il bat l'Américain Donald Young, 45e mondial, 4-6, 7-65, 6-2 et s'offre ainsi le 4e top 50 de sa carrière. Pour son huitième de finale, Benoît Paire domine l'Allemand Matthias Bachinger, 63-7, 6-3, 6-2 en plus de 2 h 30 de jeu. Il se qualifie pour la deuxième fois pour un quart de finale dans un tableau du circuit principal, après Auckland en janvier. Il est ensuite battu par l'Italien Flavio Cipolla (6-3, 6-4), mais ré-intègre le top 100 la semaine suivante.
Début mai, l'Avignonnais participe à l'Open de Belgrade en Serbie. Au premier tour, il affronte l'Italien Fabio Fognini, 48e mondial, qu'il domine nettement 6-1, 6-4. Au deuxième tour, Benoît Paire bat l'Espagnol Guillermo García-López, 75e mondial, 4-6, 7-5, 7-5 en 2 h 24, après être passé à un jeu de la défaite (6-4, 5-4 service pour l'Espagnol). En quart de finale, il est opposé à Jarkko Nieminen. Malgré un 1er set catastrophique, il revient et s'impose 0-6, 6-2, 7-5, atteignant sa première demi-finale sur le circuit ATP. Il confirme en se qualifiant pour sa première finale dans un tournoi ATP 250, en battant l'Espagnol Pablo Andújar, 38e mondial, 6-3, 1-6, 6-3. Il est battu en finale par l'Italien Andreas Seppi, 6-3, 6-2. Grâce à cette finale, il atteint son meilleur classement ATP : 67e. Une semaine après sa finale en Serbie, Paire joue le challenger de Bordeaux dans son club de l'époque: la Villa Primrose.
Au premier tour de Roland-Garros, Paire affronte l'Espagnol Albert Ramos, un tirage compliqué (l'Espagnol avait gagné leur match précédent un mois plus tôt à Barcelone, 6-3, 7-5) face à un adversaire mieux classé et spécialiste de la terre battue. Malgré cela, Paire réalise un match plein et l'emporte 7-63, 6-4, 65-7, 6-3 en 3 h 30, avec 81 fautes directes et 69 points gagnants. Son parcours s'arrête au tour suivant, avec une défaite face au 6e mondial, David Ferrer sur le score de 6-3, 6-3, 6-2.
Après quelques jours de repos, le Français commence la saison sur herbe à l’Open de Bois-le-Duc aux Pays-Bas. Il bat au premier tour le Belge David Goffin, 66e mondial, 6-1, 6-4, et prend sa revanche à la suite de leur affrontement à Miami en mars. Au deuxième tour, il bat le Polonais Łukasz Kubot, 49e mondial, 6-3, 0-6, 6-4. En quart de finale, Paire est opposé au Japonais Tatsuma Ito, 70e mondial. Il l'emporte 6-3, 7-5 en servant brillamment 15 aces, et rejoint pour la deuxième fois une demi-finale sur le circuit ATP. En demi-finale, le Français est battu par David Ferrer, comme à Roland-Garros, mais en lui prenant un set, 7-6, 3-6, 6-1.
Démarre alors le troisième Grand Chelem de la saison : Wimbledon. Paire domine l'Australien Matthew Ebden au premier tour, 6-1, 6-3, 61-7, 6-3 en 2 h 25 avec 53 coups gagnants. Au tour suivant, il bat l'Ukrainien Alexandr Dolgopolov, no 21 mondial et tête de série no 22, 7-62, 6-4, 6-4. Au troisième tour, Paire affronte le revenant Brian Baker, qui le domine 6-4, 4-6, 6-1, 6-3.
Au cœur de l'été, Paire se lance à l'assaut des États-Unis, où il joue deux tournois pour se préparer au mieux pour l'US Open. Tête de série no 1 à Los Angeles et exempté de premier tour, Paire s'incline dès son entrée en lice contre le vétéran Michael Russell, 7-5, 6-4. Le tournoi qui suit à Washington est également un échec pour lui. Il est battu au premier tour par l'Allemand Tobias Kamke, 6-3, 7-5.
Après une pause de deux semaines, Paire joue le tournoi de Winston-Salem où il est défait par le Slovaque Martin Kližan, 6-2 7-64.
Vient enfin l'US Open. Opposé à la figure montante du tennis bulgare Grigor Dimitrov au premier tour, le Français gagne en quatre manches, 5-7, 6-3, 7-64, 6-2. Il s'incline au second tour face à l'Allemand Philipp Kohlschreiber 6-74, 6-3, 3-6, 6-2, 7-64 alors qu'il servait pour le match à 6-5 au dernier set.
Il part en Asie pour y jouer deux tournois. À l'Open du Japon, Paire tombe d'entrée sur la tête de série no 2 et 6e mondial Tomáš Berdych et s'incline 6-1, 7-66.
La semaine suivante, il joue le Masters de Shanghai. Pour la première fois, il passe un tour en Masters 1000, où il domine l'Allemand Philipp Petzschner, 7-62, 6-4. Il est cependant battu au second tour par le 6e mondial Jo-Wilfried Tsonga, 7-67, 7-5.
Engagé à l'Open de Vienne, Benoît Paire s'incline d'entrée face à Paolo Lorenzi 6-4, 6-4.
La semaine suivante, il participe à l'ATP 500 de Bâle où il bat Andreas Seppi, no 22 mondial, 4-6, 6-2, 6-3 au premier tour puis Łukasz Kubot, 6-4, 6-4. Opposé à la légende Roger Federer en quart de finale, il est battu 6-2, 6-2.
Vient ensuite le Masters de Paris-Bercy où il joue pour la première fois dans le tableau principal. Il bat au premier tour l'Espagnol, Pablo Andújar, no 40 mondial, 6-3, 6-4. Il est ensuite battu par le Japonais Kei Nishikori, 16e mondial, 7-6, 6-2.

### 2013. Premier titre en double et première demi-finale en Masters 1000

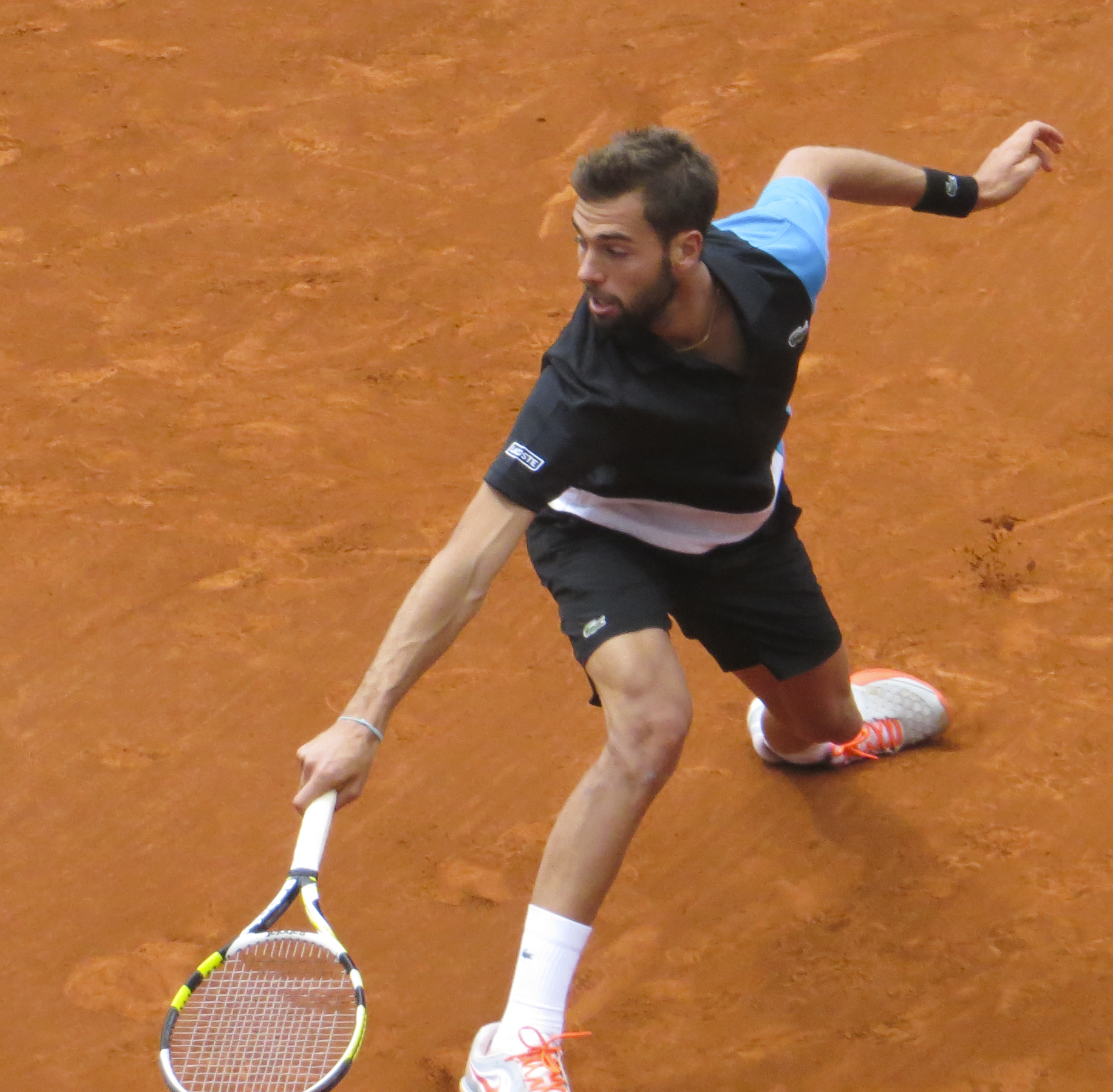
Benoît Paire à Roland Garros 2013.

Paire commence sa saison 2013 de façon prometteuse en atteignant, dès son premier tournoi, une demi-finale ATP pour la troisième fois de sa carrière, à Chennai. Il remporte de plus le double de ce même tournoi aux côtés de Stanislas Wawrinka, et gagne ainsi son premier titre ATP. En Australie, il perd d'entrée à l'Open d'Auckland et en simple à l'Open d'Australie, mais réalise un bon parcours en double à ce dernier en y atteignant les quarts de finale avec Thomaz Bellucci.
Début février, il atteint sa deuxième finale ATP, à Montpellier, qu'il perd contre Richard Gasquet en pleine forme. Après un abandon au premier tour au tournoi de Rotterdam, il rejoue à l'Open de Marseille, mais s'incline d'entrée.
Durant sa tournée américaine sur dur, il perd tôt dans ses trois premiers tournois à Acapulco (1er tour), Indian Wells (3e tour) et Miami. À Miami, il est battu d'entrée par son compatriote Michaël Llodra dans un match où il aurait insulté Benoît Paire pour le faire sortir de son match. Paire termine sa tournée américaine en remportant un tournoi Challenger au Gosier, malgré des matchs parfois loin de son niveau.
Sa saison de terre battue débute, comme en 2012, à Casablanca où il est éliminé dès son deuxième match. Il est éliminé au même stade dans ses quatre tournois suivants à Monte-Carlo, Barcelone, Estoril et Madrid. À Rome, Paire atteint pour la première fois une demi-finale de Masters 1000 malgré des adversaires difficiles. Il bat son premier top 10 en huitièmes, avec Juan Martín del Potro alors no 7 mondial. Son parcours s'achève en demi-finale face à Roger Federer malgré un bon match du Français.
À Roland-Garros, où il est tête de série no 24, Paire atteint le troisième tour pour la première fois de sa carrière. Il est battu par le Japonais Kei Nishikori (3-6, 7-63, 4-6, 1-6), après avoir subi un point de pénalité, effaçant une balle de set.

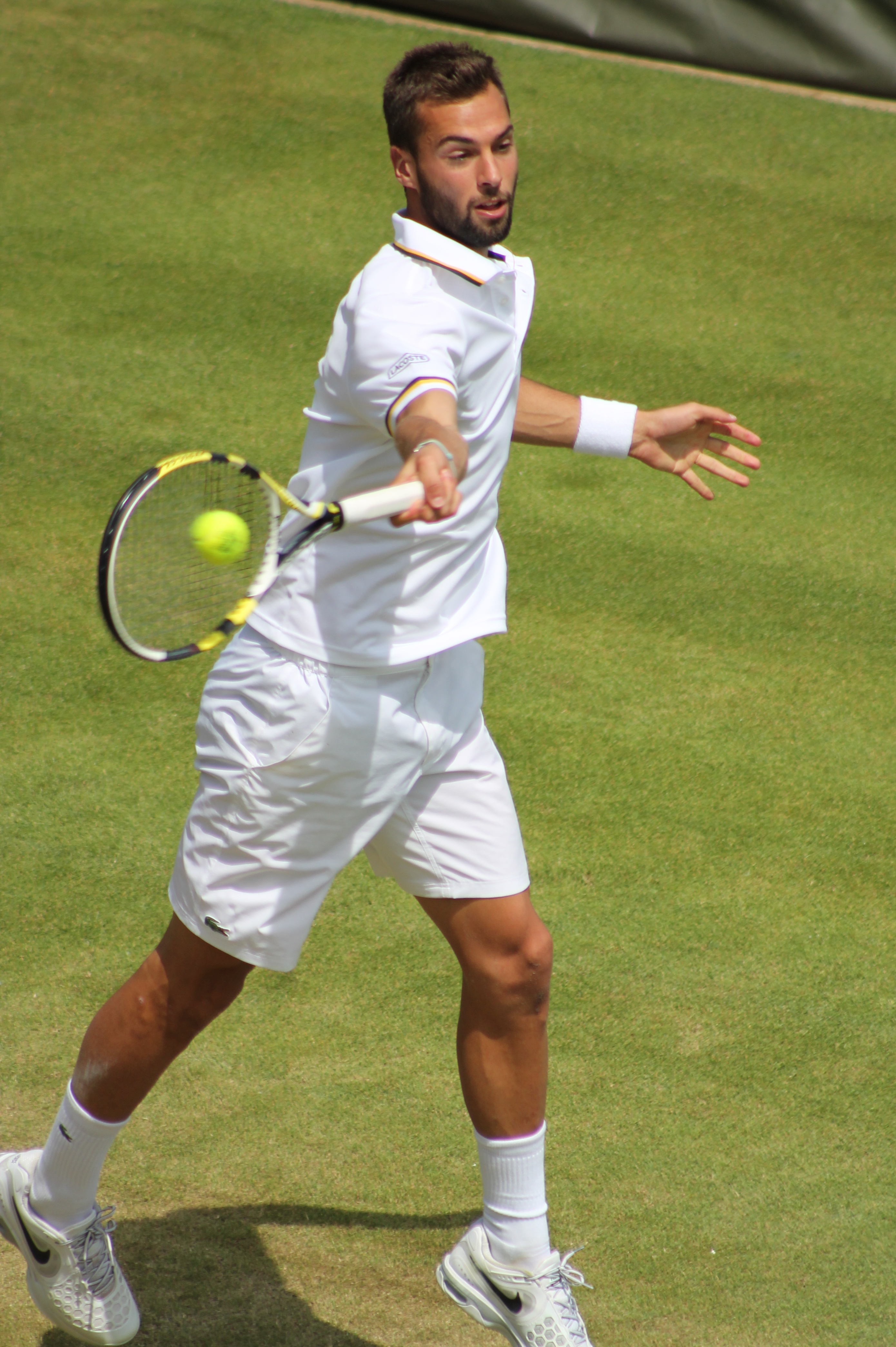
Benoît Paire au tournoi de Wimbledon en 2013.

Il entame ensuite la saison sur herbe avec les tournois du Queen's et de Bois-le-Duc où il ne gagne qu'un seul match en tout. Il participe à Wimbledon comme tête de série no 25 et s'y incline au troisième tour face au Polonais Łukasz Kubot en trois sets.
De retour sur terre battue en Allemagne, il est opposé au troisième tour de Stuttgart à Victor Hănescu qui le bat pour la quatrième fois d'affilée. Paire enchaîne avec le tournoi de Hambourg où, au deuxième tour, Juan Mónaco prend sa revanche du Masters de Rome.
De retour en Amérique, Paire est éliminé en huitièmes de finale par Marinko Matosevic au Masters de Montréal dans un match disputé (67-7, 7-610, 3-6), qui lui laisse quelques regrets. Il atteint quand même son meilleur classement ATP le 12 août : 24e. La semaine suivante à Cincinnati, il perd d'entrée. Malgré un retour rapide en France pour passer des examens médicaux, il dispute la semaine suivante Winston-Salem, dernier tournoi de préparation avant l'US Open, où il est éliminé par le futur vainqueur du tournoi, Jürgen Melzer. À l'US Open, alors tête de série no 24, Benoît Paire est sorti dès le premier tour par Alex Bogomolov, 73e mondial. Le Français, blessé et en proie à des problèmes personnels, s'incline après 4h01 de match (7-5, 2-6, 6-4, 5-7, 7-65).
Mi-septembre, Paire reprend la compétition à Metz où il est battu d'entrée par Benjamin Becker. Pour enchaîner les matchs et reprendre confiance, il décide alors de jouer un tournoi Challenger, à Orléans où il perd en demi-finale. Début octobre, il s'incline au deuxième tour du Masters de Shanghai. Il atteint la semaine suivante les demi-finales de l'Open de Stockholm en battant notamment Milos Raonic, alors 11e mondial. Il perd contre le futur lauréat du tournoi, le Bulgare Grigor Dimitrov. Enfin, à Valence et au Masters de Paris-Bercy, Benoît Paire perd dès le premier tour.
La saison 2013 de Benoît Paire est marquée par une irrégularité des performances. Capable du tout meilleur avec un titre ATP en double, une demi-finale en Masters 1000 et un troisième tour à Roland-Garros, il enregistre un bilan de 32 victoires en simple pour 30 défaites.

### 2014. Année de blessure, progression stoppée et sortie du top 100
Sa saison débute avec l'Open de Chennai où il atteint les quarts de finale avant de s'incliner contre Marcel Granollers. La semaine suivante à Auckland, il est défait dès le 2e tour par Roberto Bautista-Agut.

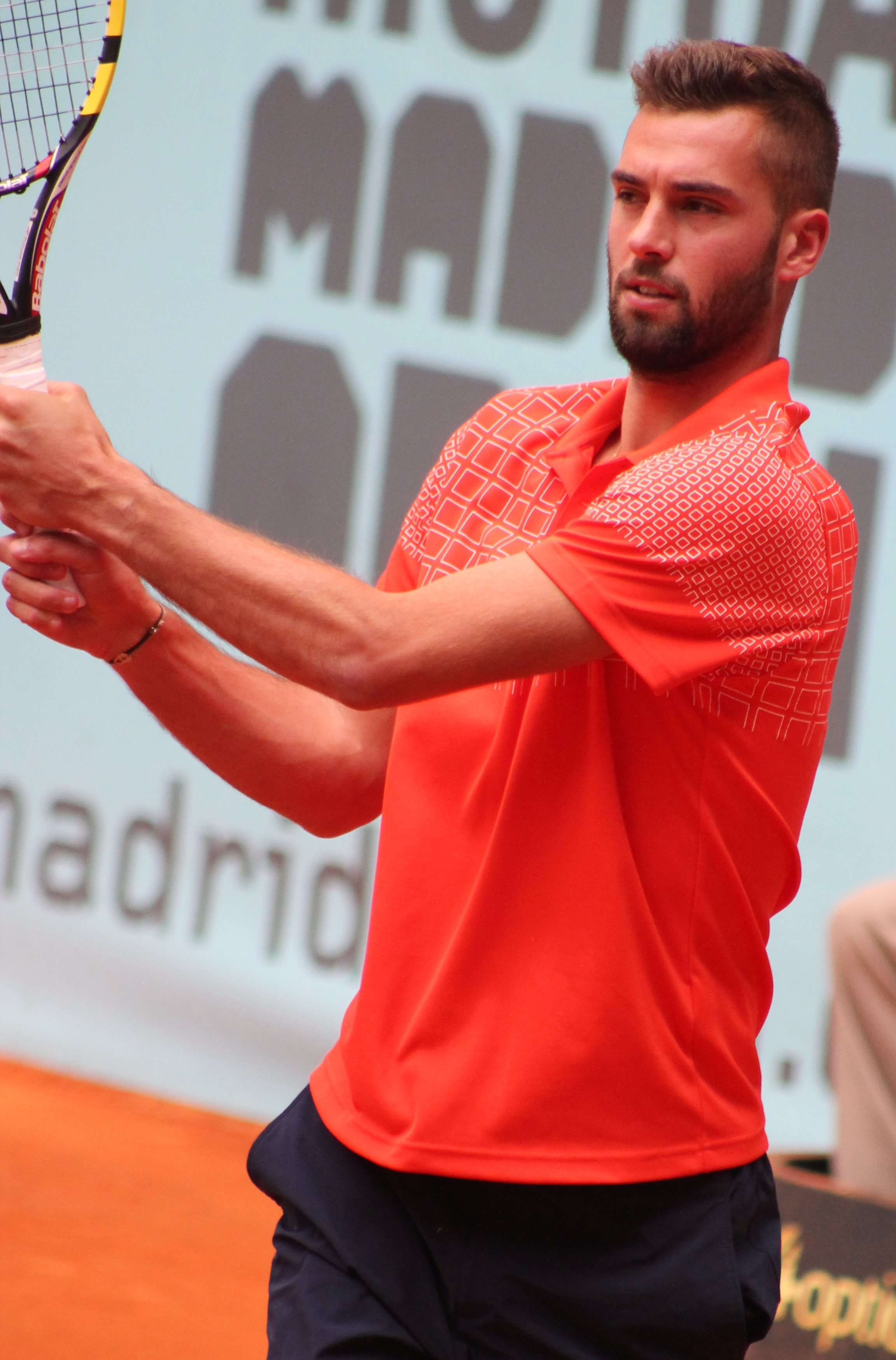
Benoît Paire au Masters de Madrid en 2014.

À l'Open d'Australie, il élimine d'entrée le Canadien Frank Dancevic en trois sets. Au second tour face à l'Australien Nick Kyrgios, il remonte brillamment un handicap de deux sets à zéro (65-7, 65-7, 6-4, 6-2, 6-2). Il est cependant défait au tour suivant où il ne remporte que sept jeux face à Roberto Bautista-Agut.
Blessé au genou gauche, il ne joue aucun tournoi en février et mars. Il effectue son retour sur la terre battue de Casablanca où il passe deux tours, mais son genou le fait toujours souffrir. Au Masters de Monte-Carlo, il perd dès son entrée en lice, et les semaines suivantes, il abandonne à Barcelone et Madrid. À ce moment, Benoît Paire pense à arrêter sa saison. Il déclare alors forfait pour le Masters de Rome. Il participe néanmoins à Roland-Garros, mais y perd de nouveau prématurément au 2e tour.
Sa saison sur gazon ne lui est pas plus profitable puisqu'il perd ses trois seuls matchs sur cette surface, dont un premier tour à Wimbledon. De retour sur terre battue en juillet, il parvient à ne gagner qu'un seul match en trois tournois.
La tournée américaine sur terrain dur n'est pas moins périlleuse puisque, après une élimination au second tour à Washington, son classement d'alors (98e mondial) l'oblige à passer par les qualifications au Masters de Toronto. Il ne perd alors qu'au deuxième tour du tableau final face à son ami Stan Wawrinka, no 4 mondial et vainqueur de l'Open d'Australie en début de saison. À Cincinnati, il perd au 1er tour après être sorti des qualifications. Pour la première fois depuis avril 2012, il sort alors du top 100 mondial. À l'US Open, son premier tour est prometteur puisqu'il bat Julien Benneteau en cinq sets. Il est néanmoins éliminé au deuxième tour par l'Espagnol Pablo Carreño Busta.
Sa saison se termine finalement mi-septembre après deux tournois Challenger en Italie, à Gênes puis Biella. En simple, il enregistre alors un ratio de 10 victoires en 29 matchs et termine l'année à la 118e place mondiale. En double, il n'a connu aucune victoire malgré six matchs disputés.

### 2015. Reconstruction, premier titre en simple et huitième à l'US Open

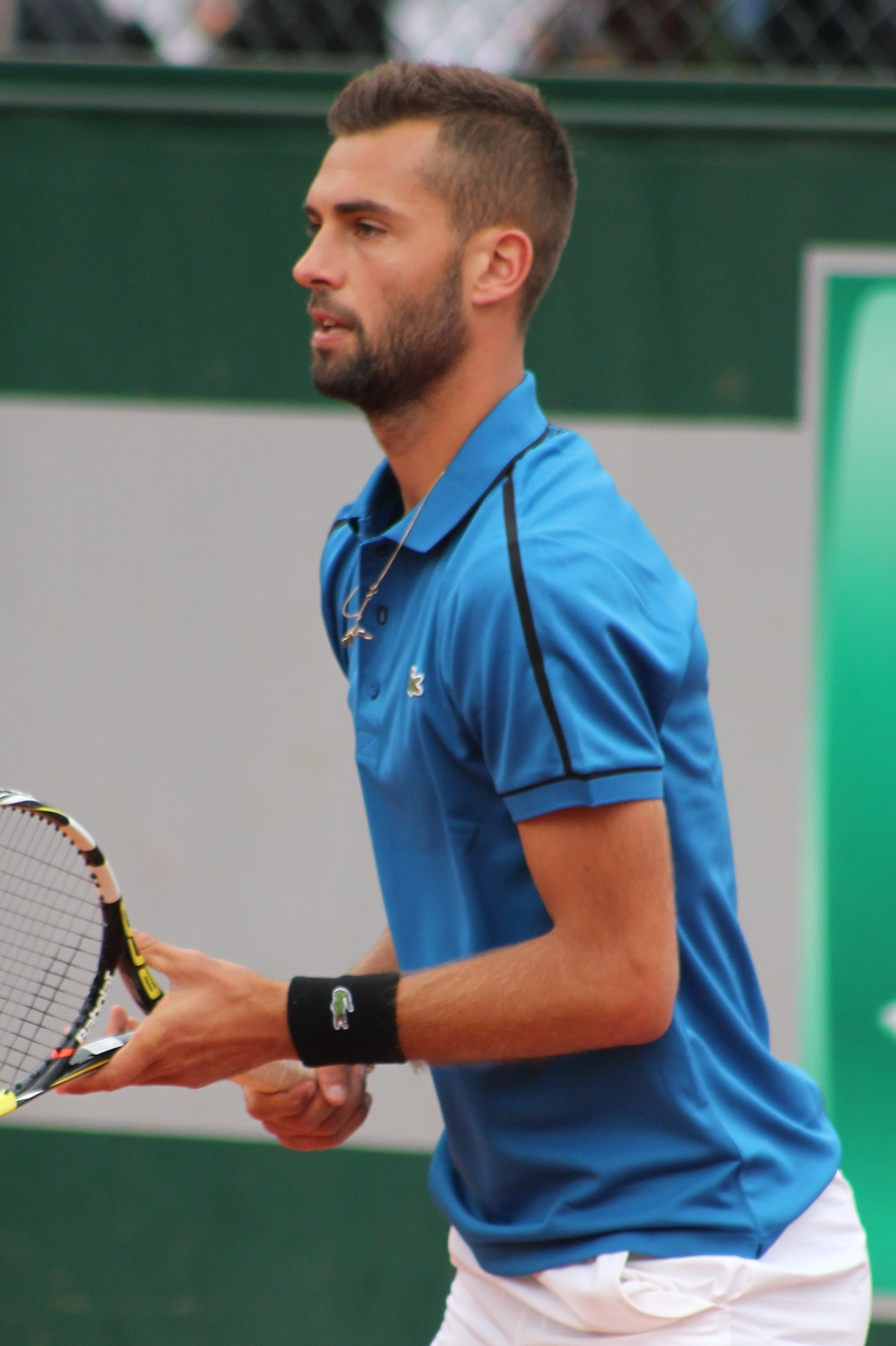
Benoît Paire à Roland-Garros 2015.

Sa saison commence avec la Hopman Cup où il représente la France avec Alizé Cornet. Bien qu'ayant gagné deux matchs sur trois en double mixte, Benoît Paire n'en gagne aucun en simple et la France, tenante du titre, se classe alors 3e de sa poule composée de quatre équipes.
Il participe mi-janvier aux qualifications pour l'Open d'Australie mais s'y incline dès son premier tour face à Elias Ymer, 212e mondial. Pour se relancer, il participe au tournoi Future de Bressuire qu'il remporte en s'imposant en finale contre Maxime Teixeira.
En février, il participe au Challenger de Bergame en Italie qu'il remporte en gagnant la finale contre Aleksandr Nedovyesov, se rassurant et engrangent de la confiance pour la suite. Il reçoit une wild card pour participer à l'Open 13 où il affronte au 1er tour Paul-Henri Mathieu, qu'il bat sur abandon après avoir gagné la première manche 6-4.
Il décide de poursuivre sur le circuit challenger pour remonter au classement et remporte début mars le challenger de Quimper.
Pour commencer la saison sur terre battue, il passe avec succès les qualifications de Monte Carlo. Il remporte son premier tour face à l'Américain Denis Kudla, lui aussi qualifié, sur le score de (6-3, 7-65). Au tour suivant, il chute face à Gilles Simon sur le score de 6-4, 7-5 dans un match où il y a eu beaucoup de breaks-débreaks. À Roland-Garros, après un premier tour arraché contre le qualifié Gastão Elias (5-7, 6-3, 4-6, 6-4, 6-2), il réussit une performance en sortant la tête de série no 28 Fabio Fognini en 3 sets (6-1, 6-3, 7-5) mais perd ensuite contre Tomáš Berdych, tête de série no 4 (1-6, 7-6 5, 3-6, 4-6).
Pour l'été, il revient sur la terre battue en participant au tournoi de Båstad. Au premier tour, il bat le local Markus Eriksson en deux sets, puis au tour suivant bat facilement (6-2, 6-3), la tête de série no 1 le Belge David Goffin. En quart, il bat Denis Istomin (6-4, 6-2) et se qualifie en demi-finale, une première depuis octobre 2013, à Stockholm, en Suède déjà. En demi, il affronte la tête de série no 3 et tenant du titre Pablo Cuevas, qu'il bat facilement (6-4, 6-3) et s'offre la troisième finale de sa carrière. Lors de celle-ci, il joue face à un joueur expérimenté, Tommy Robredo. Lors d'un match assez maîtrisé, il gagne le titre (7-67, 6-3) dans un tournoi où il n'a perdu aucun set et était au-dessus de ses adversaires tout au long de la semaine. Grâce à ce premier titre en carrière, il revient dans le top 50 (42e mondial), et cela lui apporte beaucoup de confiance pour la suite. Il réalise également une performance que personne n'a fait depuis Steve Darcis en 2006 : remporter un titre dans les trois catégories de tournois (Future/Challenger/Circuit principal).
À l'US Open, il crée la sensation au premier tour en battant en 5 sets (6-4, 3-6, 4-6, 7-66, 6-4), la tête de série no 4 et finaliste de l'édition précédente le Japonais Kei Nishikori. Au second tour, il bat plus laborieusement Marsel İlhan (6-3, 3-6, 6-4, 6-3). Le tour suivant le voit affronter l'Espagnol Tommy Robredo, tête de série no 26, un adversaire qu'il a déjà battu deux fois cette saison. Après un premier set assez équilibré où il est mené 3-0 au tie-break mais gagne les sept points suivants pour gagner la manche, Benoît Paire déroule ensuite dans les sets suivants pour s'imposer (7-63, 6-1, 6-1) et se qualifie pour le premier huitième de finale en Grand Chelem de sa carrière. Au stade de la deuxième semaine, il affronte un autre Français, Jo-Wilfried Tsonga, face à qui il perd (4-6, 3-6, 4-6).
Au tournoi du Japon, Benoît Paire bat de nouveau en demi-finale le no 6 mondial Kei Nishikori (1-6, 6-4, 6-2) et retrouve en finale son meilleur ami Stanislas Wawrinka. Il s'incline contre le Suisse en deux sets (2-6, 4-6) en tout juste une heure de jeu mais sera 25e à l'ATP grâce à ce parcours où il a battu Grigor Dimitrov au premier tour et Nick Kyrgios en quart de finale. Il déclare hélas forfait à Shanghai pour une blessure au tendon d’Achille contractée avant la finale. Annonçant quelques jours après qu'il allait mieux pour disputer ses prochains tournois : « Les résultats des examens sont bons, donc après une infiltration dans la cheville et quelques jours de repos, je serai prêt pour Brest, Valence et Paris-Bercy ». Il atteint la finale du challenger de Brest où il est battu par Ivan Dodig alors qu'il menait 5-1 avant de balancer le match (5-7, 1-6).
Le 9 novembre, il entre pour la première fois dans le top 20 mondial et remporte la semaine suivante le challenger de Mouilleron-le-Captif face à Lucas Pouille, (6-4, 1-6, 7-67) dans une atmosphère tendue où Pouille ne serre pas la main de Paire pour son comportement au cours du match. À la fin de la saison, il reçoit l'ATP Award du Come-back de l'année, pour être passé de la 149e place à la 19e place au classement ATP durant l'année 2015.

### 2016. Saison catastrophique, exclusion de l'équipe de France
Le Français commence sa saison par le tournoi de Chennai où il bat successivement Lukáš Rosol 7-5, 7-5, puis le qualifié Thomas Fabbiano 6-4, 7-5 avant de s'incliner en demi-finale face à son ami Stanislas Wawrinka 3-6, 4-6. En double, associé à l'Américain Austin Krajicek, et profitant du forfait des têtes de série no 2, Granollers/Paes, il atteint la finale où il est battu (3-6, 5-7) par les no 3 Fabrice Martin et Oliver Marach. Il enchaîne au tournoi d'Auckland où il passe le 1er tour face à Michael Venus 6-4, 7-64 avant de retrouver Lukáš Rosol face à qui il s'incline cette fois sur le score de 4-6, 65-7. Il commence ensuite le premier Grand Chelem de la saison à Melbourne, plein d'espoirs. Il y est hélas battu au 1er tour (64-7, 66-7, 65-7) par la wild card Noah Rubin, 19 ans.
Il participe ensuite au tournoi de Montpellier. Il s'incline d'entrée face à Paul-Henri Mathieu en deux petits sets (3-6, 3-6). Même performance au tournoi de Rotterdam où il s'incline au 1er tour face à Ivan Dodig, issu des qualifications, (3-6, 63-7). Après ses trois défaites au premier tour, il est présent à Marseille la semaine suivante. Il s'impose au 1er tour contre Simone Bolelli (6-4, 7-5) puis bat sur sa lancée le 196e mondial, Vincent Millot, en trois sets (6-3, 1-6, 6-3). Il bat en quart de finale Stanislas Wawrinka, 4e mondial et tête de série no 1, (6-4, 1-6, 7-5) en 1 h 50 de jeu. Il déclare en conférence de presse d'après match avoir retrouvé ses jambes et ses sensations de la saison précédente. Il s'incline face à Marin Čilić en demi-finale (2-6, 7-63, 3-6). Il enchaîne sa 4e semaine consécutive de tournoi en jouant sur terre à São Paulo. Exempté du 1er tour en raison de son statut de tête de série no 1, il s'incline néanmoins face à Dušan Lajović (0-6, 6-4, 3-6).
Il entame la saison américaine par le tournoi d'Indian Wells. Là aussi exempté du 1er tour, il connaît un nouveau revers en s'inclinant dès son entrée en lice face à son compatriote Adrian Mannarino (1-6, 3-6). La semaine suivante à Miami, il s'impose au 2e tour face au Russe Mikhail Youzhny, sa première victoire depuis sa demi-finale à Marseille un mois auparavant. Toutefois, il chute au 3e tour contre Richard Gasquet (3-6, 0-6).

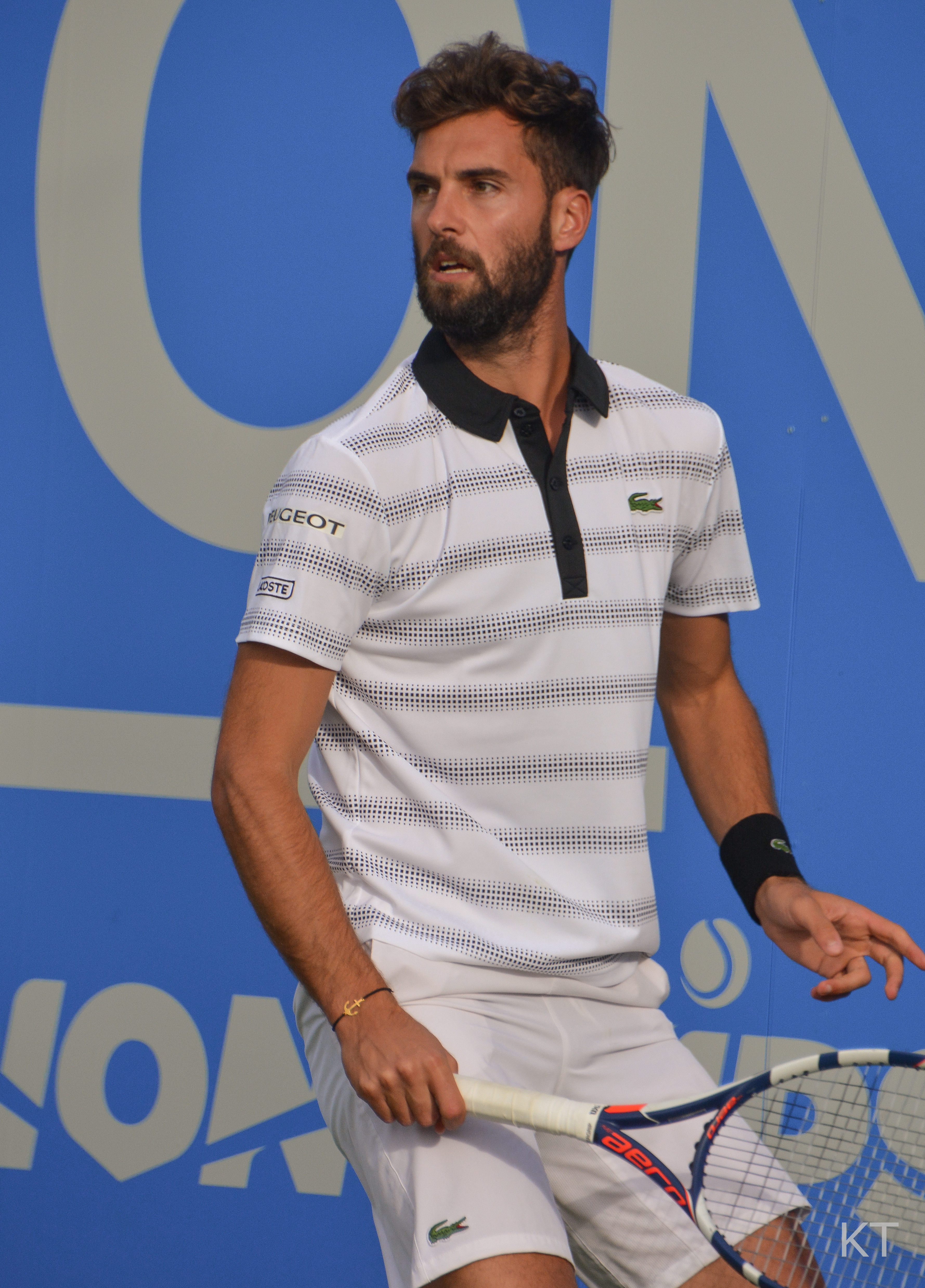
Benoit Paire au tournoi du Queens, 2016

Pour son début sur terre battue, à Monte-Carlo, il s'impose au 1er tour face à Íñigo Cervantes (4-6, 6-2, 7-66), puis au tour suivant face à João Sousa (6-4, 6-3) avant de s'incliner en 1/8 de finale contre le 2e mondial, Andy Murray, (6-2, 5-7, 5-7). Il qualifie cette défaite comme étant « la plus grande désillusion de sa carrière » puisqu'il a dominé le match à plusieurs moments, passant très près de la victoire. Après avoir en effet mené d'un double break dans le deuxième set (6-2, 3-0), il est entraîné dans une troisième manche, où il sert pour le match à 6-2, 5-7, 5-4, passant à deux points du match, avant de laisser son adversaire remporter les trois derniers jeux. Il joue ensuite au tournoi de Barcelone, où il bat successivement Teymuraz Gabashvili (6-2, 7-5), puis le terrien Pablo Cuevas (6-2, 6-4), et enfin Malek Jaziri (3-6, 7-5, 6-1), avant de s'incliner en 1/2 finale contre Kei Nishikori (3-6, 2-6) en 1 h 07. Il enchaîne alors sa 11e semaine consécutive de tournoi en participant au tournoi d'Estoril. Exempté du 1er tour, il s'impose au tour suivant face à Kyle Edmund (64-7, 6-3, 6-3), puis en 1/4 de finale face à Guillermo García-López (7-62, 6-2) et se qualifie pour sa troisième demi-finale de la saison. Il s'y incline (3-6, 3-6) contre Pablo Carreño Busta. La semaine suivante, il perd d'entrée de jeu au Masters 1000 de Madrid contre Jack Sock (6-2, 2-6, 65-7). À Rome, il bat pour son entrée en lice Bernard Tomic sur abandon (1-2), puis est battu au 2e tour par son ami Stanislas Wawrinka, 4e mondial, (7-5, 2-6, 1-6). À Nice, il s'incline dès son entrée en lice contre Adrian Mannarino (3-6, 0-6). On le retrouve la semaine suivante à Roland Garros où il frôle la sortie de piste au 1er tour en battant de justesse le Moldave Radu Albot (6-2, 4-6, 6-4, 1-6, 6-4). Visiblement blessé à la cuisse, il s'incline au 2e tour contre le Russe Teymuraz Gabashvili (3-6, 2-6, 6-3, 2-6).
Il entame sa saison sur gazon par le tournoi du Queen's où il s'incline dès le 1er tour contre Aljaž Bedene (66-7, 7-69, 4-6). À Wimbledon, il bat difficilement au 1er tour Franko Škugor (3-6, 7-62, 2-6, 6-3, 10-8) en quatre heures, avant d'être écarté par John Millman (65-7, 3-6, 6-4, 2-6) au tour suivant.

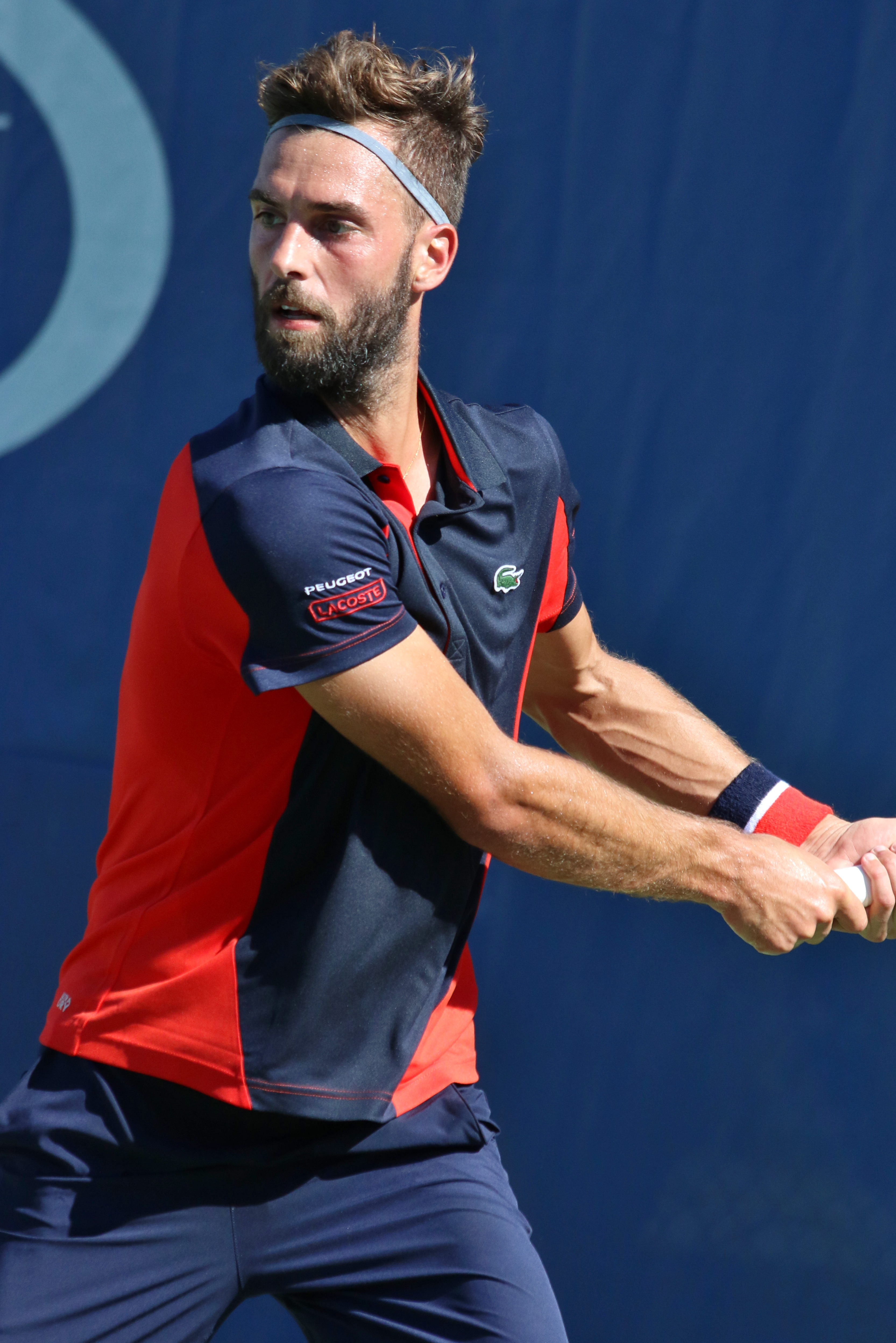
Benoit Paire à l'US Open 2016

De retour sur terre battue au tournoi de Hambourg, il perd dès son entrée en lice contre Daniel Gimeno-Traver (5-7, 6-3, 4-6), alors 156e joueur mondial. Il entame ensuite la saison américaine estivale par le tournoi de Washington. Tête de série no 4 et donc exempté du 1er tour, il bat au tour suivant Jared Donaldson, issu des qualifications, (6-0, 7-5), puis Gilles Müller (6-2, 3-6, 7-64) avant d'être éliminé par Alexander Zverev en 1/4 de finale (1-6, 3-6). La semaine suivante, il perd dès le 1er tour face à Radek Štěpánek, âgé de 37 ans et issu des qualifications, (1-6, 3-6) au Masters 1000 de Toronto. Il est choisi par la Fédération française de tennis pour remplacer Richard Gasquet, blessé au dos, pour participer aux Jeux olympiques de Rio. Il écarte au 1er tour Lukáš Rosol (3-6, 6-3, 6-4). Au tour suivant, il affronte Fabio Fognini mais perd en 3 sets (6-4, 4-6, 7-65), après avoir mené 5-3 dans l'ultime manche et obtenu une balle de match. À l'issue de cette rencontre, Arnaud Di Pasquale, le Directeur Technique National de la FFT, annonce l'exclusion de Benoît Paire de l'équipe de France pour manquement au règlement et mauvais comportement,. Le lendemain, il revient sur ses paroles et s'excuse en regrettant certaines formulations balancées à chaud après sa défaite. Sans coach depuis sa séparation avec Lionel Zimbler en mai, il annonce le 12 août qu'il travaillera avec Thierry Champion à partir de l'US Open. À Cincinnati, il s'incline dès son entrée en lice face à Borna Ćorić (6-1, 3-6, 4-6). Deux semaines plus tard, il est présent à l'US Open où il écarte au 1er tour Dušan Lajović (6-2, 2-6, 3-6, 7-5, 6-1). Il est battu au tour suivant par Márcos Baghdatís (2-6, 4-6, 6-3, 4-6).
À Metz, il est éliminé prématurément par Vincent Millot, 162e mondial, (4-6, 3-6). Il retrouve un temps le chemin de la victoire à Shenzhen en battant au 1er tour Nikoloz Basilashvili (65-7, 7-5, 6-3) avant de perdre face à Janko Tipsarević, 224e au classement, (0-6, 7-65, 5-7), alors qu'il servait pour le match à 5-4 dans le dernier set. Finaliste l'année passée au Japon, il s'incline au 1er tour contre Marin Čilić (0-6, 6-4, 3-6). Présent la semaine suivante au Masters 1000 de Shanghai, il écarte pour son entrée en lice João Sousa (6-3, 5-7, 6-1) avant d'être battu par David Goffin (1-6, 60-7). Il participe ensuite à la première édition du tournoi d'Anvers. Il est éliminé dès le 1er tour par Steve Darcis (7-66, 1-6, 4-6). Même résultat la semaine suivante à Bâle, battu par Florian Mayer (1-6, 7-62, 4-6). Il conclut l'année par le Masters 1000 de Paris-Bercy où, à l'image de sa saison, il perd au 1er tour contre Paolo Lorenzi (4-6, 64-7). Après ce dernier match de la saison, il reconnaît en conférence de presse qu'il n'a pas toujours eu les mots justes au bon moment et déclare « j'ai donné le bâton pour me faire battre, c'est vrai. Cette année, ce qui est ressorti finalement, c'est que j'étais un gros con, pas sympa, mal élevé (en référence à son comportement aux JO et sa suspension par la fédération française de tennis)... Tout ce que je ne suis pas, je pense ». Il termine la saison de justesse dans le top 50 alors qu'il culminait à la 18e place en début de saison. Il décide finalement de s'aligner la semaine suivante au Challenger de Mouilleron-le-Captif, où il reçoit une invitation. Il s'incline en demi-finale face au Russe Andrey Rublev.

### 2017. Premier 1/8 de finale à Wimbledon et finale à Metz
Benoît Paire commence sa saison par le tournoi de Chennai où il se hisse jusqu'en demi-finale. Après avoir éliminé Konstantin Kravchuk (6-3, 6-4), Yuki Bhambri sur le même score et Aljaž Bedene (6-3, 6-0), il chute contre Roberto Bautista-Agut (3-6, 3-6). On le retrouve la semaine suivante à Sydney où il s'incline dès le 1er tour contre Alex De Minaur (3-6, 6-3, 61-7). Il commence ensuite le premier Grand Chelem de la saison, à Melbourne. Il passe le 1er tour en battant le vétéran et revenant Tommy Haas, sur abandon, après avoir remporté les 2 premiers set (7-62, 6-4, ab.). Il remporte ensuite son duel contre l'italien Fabio Fognini en près de 3 h 30 (7-63, 4-6, 6-3, 3-6, 6-3), dans un match contrôlé et maîtrisé. Il est battu au 3e tour par le 8e mondial, Dominic Thiem, en 4 sets (1-6, 6-4, 4-6, 4-6).
On le retrouve ensuite au tournoi de Montpellier où il bat coup sur coup Karen Khachanov (7-64, 6-4), Feliciano López (6-4, 7-65) et Dustin Brown sur abandon, à 1-0 dans le 1er set. Il s'incline en demi-finale contre Richard Gasquet (2-6, 2-6). Il enchaîne ensuite quatre défaites consécutives : la première au tournoi de Rotterdam, battu par Marin Čilić (7-5, 3-6, 2-6), la suivante à Marseille, éliminé par Daniil Medvedev (7-5, 5-7, 64-7), la troisième au tournoi de Dubaï, s'inclinant face à Roger Federer (1-6, 3-6) et la dernière au Masters 1000 d'Indian Wells contre Taylor Fritz (3-6, 2-6). Il met fin à cette série noire à Miami en battant Martin Kližan (7-64, 6-3), puis Pablo Cuevas (7-5, 6-0). Il s'incline au 3e tour contre Donald Young (62-7, 4-6).
Il commence sa saison sur terre battue par le Challenger de Sophia Antipolis où il s'incline en finale face à Aljaž Bedene (2-6, 2-6). Il enchaîne la semaine suivante avec le tournoi de Marrakech. Il écarte coup sur coup Carlos Berlocq (60-7, 6-3, 6-2), Radu Albot (6-2, 6-2) et Tommy Robredo (6-2, 6-4). Il est éliminé en demi-finale par Philipp Kohlschreiber (2-6, 2-6). Benoît Paire est ensuite battu au 1er tour du Masters 1000 de Monte-Carlo par Tommy Haas (2-6, 3-6). À Barcelone, il bénéficie du forfait de Kei Nishikori pour être exempté du 1er tour. Il bat alors Marcel Granollers (6-3, 7-66) mais s'incline en 1/8 de finale face à Horacio Zeballos (4-6, 6-3, 63-7). Il perd ensuite au 1er tour du tournoi d'Estoril contre Nicolás Almagro (3-6, 2-6). Il enchaîne avec le Masters 1000 de Madrid où il fait sensation. En effet, il bat d'abord sans encombre Pablo Carreño Busta, 18e mondial, et l'un des hommes en forme du moment, vainqueur 2 jours plus tôt de l'Open d'Estoril, puis réalise sa meilleure performance de l'année en écartant son ami Stanislas Wawrinka, no 3 mondial, dans un match abouti (7-5, 4-6, 6-2). Il chute en 1/8 de finale contre Pablo Cuevas (5-7, 6-0, 1-6). À Rome, il élimine pour son entrée en lice son compatriote Nicolas Mahut (3-6, 4-6) puis retrouve à nouveau Stanislas Wawrinka, qui prend sa revanche (3-6, 6-1, 3-6). Il s'incline ensuite au 1er tour du tournoi de Lyon face à Jordan Thompson (7-63, 65-7, 4-6). En double, il joue aux côtés de son frère, Thomas, et domine au 1er tour Purav Raja et Divij Sharan, spécialistes de la discipline et 30e au classement à la Race. Ils passent tout près de l'exploit en 1/4 de finale, s'inclinant 13 à 11 dans le super tie-break face à Oliver Marach et Mate Pavić. À Roland-Garros, il ne bénéficie pas d'un tirage au sort clément, affrontant au 1er tour Rafael Nadal. En toute logique, il s'incline en 3 sets (1-6, 4-6, 1-6).

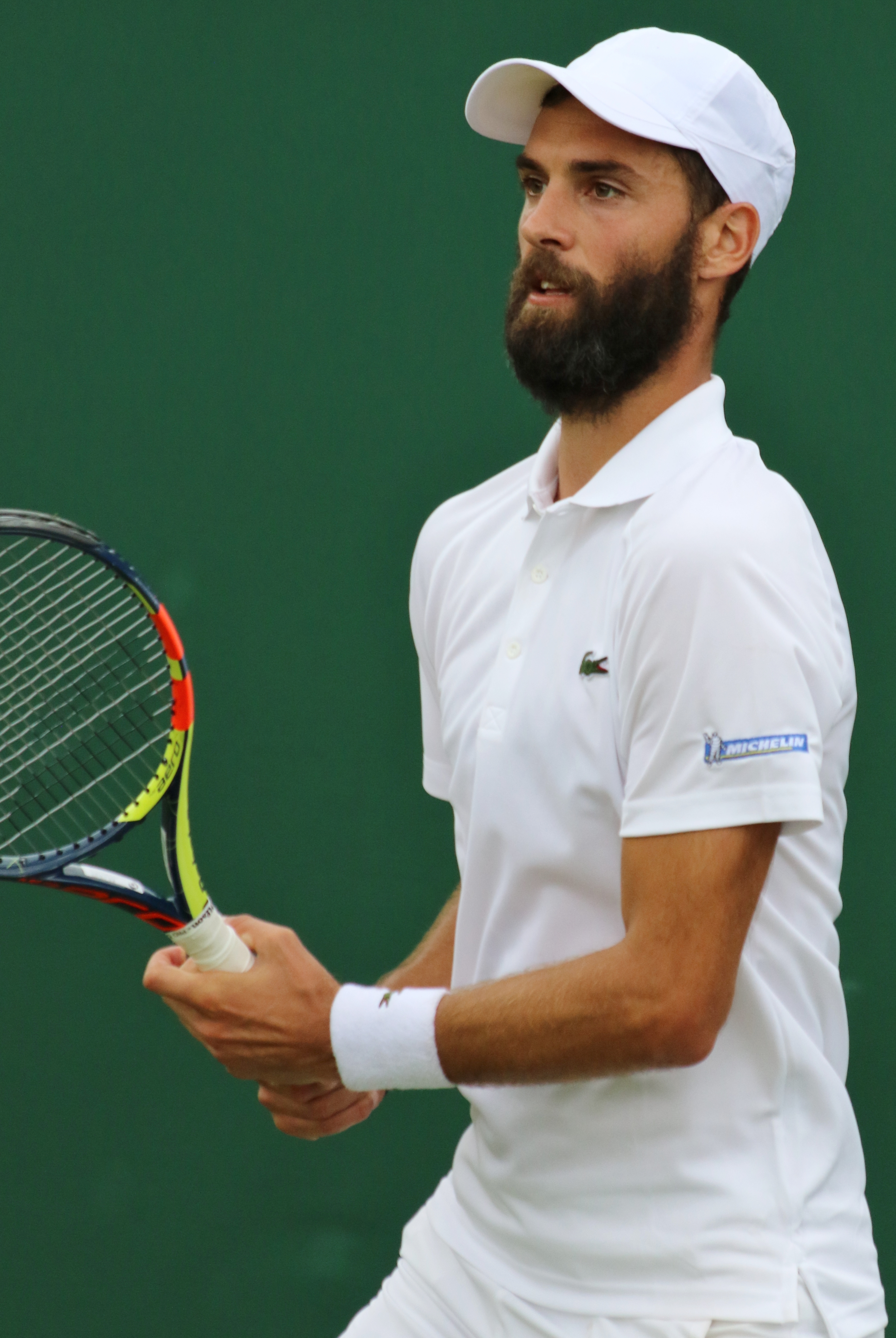
Benoit Paire au tournoi de Wimbledon en 2017

Il entame la saison sur gazon par le tournoi de Stuttgart où il écarte coup sur coup Viktor Troicki (6-4, 6-4), Peter Gojowczyk (6-2, 6-4) et Jerzy Janowicz (6-1, 7-64). Il est éliminé en demi-finale par Lucas Pouille (65-7, 5-7). La semaine suivante, il est battu au 1er tour du tournoi du Queen's par Florian Mayer (0-6, 4-6). Il enchaîne deux nouvelles défaites au Boodles Challenge, un tournoi d'exhibition, contre Thanasi Kokkinakis puis Roberto Bautista-Agut. À Wimbledon, il s'impose au 1er tour contre Rogério Dutra Silva (6-4, 3-6, 7-610, 6-4), puis face à son compatriote Pierre-Hugues Herbert (7-64, 6-1, 6-4) et domine ensuite Jerzy Janowicz (6-2, 7-63, 6-3), se qualifiant pour la première fois de sa carrière en 1/8 de finale du Grand Chelem londonien, la seconde au total après l'US Open, en 2015. Malgré un premier set accroché et un match sérieux, Benoît Paire s'incline en 3 sets et 2 h 21 (61-7, 4-6, 4-6) contre le no 1 mondial Andy Murray.
Il revient sur terre battue à Umag mais s'incline dès son entrée en lice contre Kenny de Schepper, 148e mondial, qu'il affrontait pour la première fois (2-6, 6-4, 3-6). Présent la semaine suivante à l'ATP 500 de Hambourg, il écarte au 1er tour Dmitri Toursounov (6-3, 6-2) avant de perdre face à Nicolás Kicker, 96e mondial, (4-6, 67-7). Il entame ensuite sa saison américaine estivale avec le Masters 1000 de Montréal. Il s'impose au 1er tour face à Donald Young (6-3, 5-7, 6-4) et avoue en conférence de presse d'après match qu'il s'agissait d'une de ses « plus belles victoires au niveau mental ». Il s'incline au tour suivant contre Jared Donaldson (2-6, 5-7). Habituellement absent des compétitions de double, il remplace une paire forfait et fait sensation aux côtés de Gaël Monfils. Les deux hommes se hissent jusqu'en 1/4 de finale de la discipline après avoir notamment battu les têtes de série no 3 Jamie Murray et Bruno Soares. On le retrouve la semaine suivante, au Masters 1000 de Cincinnati. Visiblement diminué et se disant « essoufflé » tout au long du match, il s'incline dès le 1er tour contre Mitchell Krueger, 244e mondial et issu des qualifications, (2-6, 1-6). Il conclut sa saison estivale par l'US Open où il bat pour son entrée en lice Lukáš Lacko (6-3, 6-2, 7-65). Impuissant face au serveur-volleyeur Mischa Zverev, il s'incline au tour suivant en 5 manches (3-6, 2-6, 6-3, 7-63, 5-7).
Il participe mi-septembre au tournoi de Metz où il bat coup sur coup Stéfanos Tsitsipás (6-2, 6-4), Marcel Granollers (6-1, 6-2), le 12e mondial David Goffin (7-63, 5-7, 7-67) et Nikoloz Basilashvili (6-1, 7-65). Il perd en finale face à Peter Gojowczyk (5-7, 2-6). Il réalise ensuite une très mauvaise saison asiatique avec un abandon au 1er tour à l'occasion du tournoi de Tokyo face à Yuichi Sugita (4-6, ab.) et une défaite d'entrée au Masters 1000 de Shanghai contre Donald Young (4-6, 4-6). Il poursuit sa mauvaise passe avec une élimination prématurée lors du tournoi d'Anvers face à João Sousa (4-6, 7-62, 5-7). À Bâle, il écarte au 1er tour Steve Johnson (6-3, 7-64), puis s'incline logiquement contre Roger Federer (1-6, 3-6). Il clôt sa saison au Masters 1000 de Paris-Bercy où il est battu dès le 1er tour face à Richard Gasquet (6-3, 4-6, 6-4). En double, il fait équipe avec Paul-Henri Mathieu, qui joue son dernier tournoi. Ils perdent d'entrée face à Nicholas Monroe et Jack Sock (3-6, 4-6).

### 2018. Première sélection en Coupe Davis et victoire sur Novak Djokovic
Benoît Paire entame sa saison à Pune, en Inde. Alors qu'il devait passer par les qualifications, la faute à son oubli de s'inscrire pour le tournoi, il bénéficie du forfait d'Ivo Karlović et récupère une wild-card lui permettant de rentrer directement dans le tableau principal et même de devenir tête de série no 4. Il écarte pour son entrée en lice Márton Fucsovics en sauvant au total 5 balles de match, puis s'offre en quart de finale Robin Haase. Il est éliminé en demi-finale par Kevin Anderson (7-66, 62-7, 1-6). Il s'envole ensuite pour l'Australie où il dispute le tournoi de Sydney. Incertain d'y participer compte tenu du décalage horaire et de la durée du voyage, il s'aligne finalement et s'impose successivement contre Aljaž Bedene, Leonardo Mayer et Gilles Müller. Il se hisse ainsi pour la deuxième semaine consécutive en demi-finale, où il s'incline face à Alex De Minaur (4-6, 6-1, 6-1). Touché aux abdominaux, il s'incline dès le premier tour de l'Open d'Australie face à Guillermo García-López (0-6, 7-64, 1-6, 4-6).
On le retrouve ensuite à Montpellier où il domine Mischa Zverev, puis John Millman avant d'être battu par Lucas Pouille en quart de finale (1-6, 4-6). Il est contraint de déclarer forfait pour le tournoi de Rotterdam la semaine suivante en raison de douleurs au dos. Il revient à l'occasion du tournoi de Dubaï où il dispose au premier tour de Yoshihito Nishioka avant de s'incliner contre Borna Ćorić (1-6, 4-6), toujours diminuer par cette blessure dans le dos.
Présent 10 jours plus tard à Indian Wells, Benoît Paire est incapable de défendre ses chances tant son mal de dos le fait souffrir. Il s'incline dès son entrée contre Mitchell Krueger (231e) en 3 sets (4-6, 6-1, 4-6). Cet Américain l'avait déjà battu l'année précédente à Cincinnati. Il parvient à décoincer un peu son jeu à Miami où il domine au premier tour Mischa Zverev, puis écarte l'ancien numéro 1 mondial Novak Djokovic, retombé à la 12e place mondiale et qui peine à retrouver son meilleur niveau depuis une blessure au coude contractée à Wimbledon en 2017. Benoît Paire s'incline au troisième tour contre Filip Krajinović (3-6, 3-6).

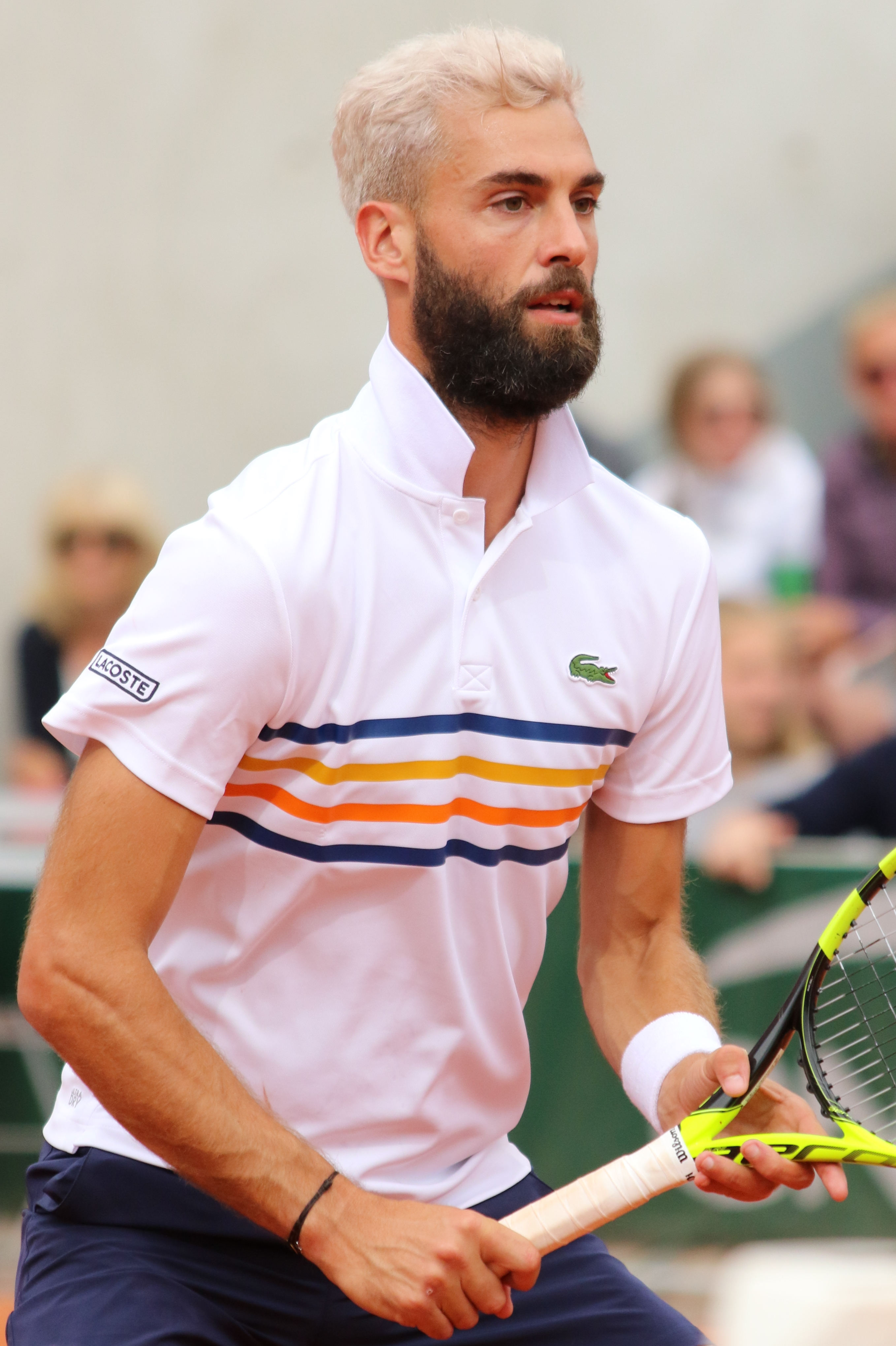
Benoit Paire, à Roland Garros, en 2018

Il entame sa saison sur terre battue par le tournoi de Marrakech mais s'incline au premier tour contre Gilles Simon après s'être pourtant procuré une balle de match (2-6, 7-61, 65-7). En double, Édouard Roger-Vasselin et lui rallient la finale mais sont battus par Nikola Mektić et Alexander Peya en 3 sets. À Monte-Carlo la semaine suivante, il est battu d'entrée par Feliciano López (7-5, 65-7, 4-6). En conférence de presse, il déclare : « Je suis un peu fatigué en ce moment. Je ne suis pas forcément très heureux dans la vie et ça se ressent sur le court. Je ne sais pas ce que je vais faire. Est-ce que je vais arrêter jusqu'à Roland ? Jusqu'à Wimbledon ? Il y a d'autres choses que le tennis dans la vie. » Il s'aligne pourtant à Barcelone la semaine suivante où il écarte au premier tour Nicolás Jarry avant d'être éliminé par Pablo Carreño Busta (3-6, 3-6). Deux semaines plus tard, il fait son entrée au Masters 1000 de Madrid où il écarte au premier tour Lucas Pouille avant de s'incliner contre Denis Shapovalov (65-7, 6-4, 4-6). Il enchaîne avec le Masters 1000 de Rome où il domine Richard Gasquet, puis la tête de série no 14 et spécialiste de la terre battue Diego Schwartzman avant de perdre contre Marin Čilić (3-6, 4-6). À Roland Garros, après une victoire accrochée face à Roberto Carballés Baena au premier tour, il chute en 5 sets contre Kei Nishikori (3-6, 6-2, 6-4, 2-6, 3-6).
Il commence la saison sur gazon par le tournoi de Stuttgart en battant pour son entrée en lice Taylor Fritz avant de perdre contre Tomáš Berdych (63-7, 4-6). Il enchaîne avec le tournoi de Halle où il sort au premier tour Steve Johnson. Il frôle l'exploit au tour suivant contre le numéro 1 mondial Roger Federer en se procurant deux balles de match, qu'il ne concrétise et qui lui coûte le match (3-6, 6-3, 67-7). À Wimbledon, il domine le Taiwanais Jason Jung, puis Denis Shapovalov avant de chuter face à Juan Martín del Potro au troisième tour (4-6, 64-7, 3-6).
Il revient quelque temps sur terre battue et dispute le tournoi d'Umag où il perd d'entrée par Márton Fucsovics (1-6, 3-6). Même résultat la semaine suivante à Hambourg contre son compatriote Richard Gasquet (5-7, 3-6). Il commence la tournée estivale américaine sur dur à Washington où il connaît une troisième défaite d'affilée contre Márcos Baghdatís (3-6, 6-3, 2-6). Il écope à la suite de ce match d'une amende de 14 000 € pour avoir fracassé plusieurs de ses raquettes au cours de la rencontre. Il renoue avec la victoire la semaine suivante lors du Masters 1000 de Toronto en battant au premier tour Jared Donaldson. Il s'incline toutefois au tour suivant face au numéro 1 mondial Rafael Nadal (2-6, 3-6). À Cincinnati, il domine facilement David Ferrer avant d'être éliminé au deuxième tour par David Goffin (7-5, 4-6, 2-6). Il subit une nouvelle défaite d'entrée la semaine suivante lors du tournoi de Winston-Salem contre Jan-Lennard Struff (65-7, 3-6). À l'US Open, il domine au premier tour en 4 sets l'Autrichien Dennis Novak avant d'être logiquement battu par le no 2 mondial Roger Federer (5-7, 4-6, 4-6).
En septembre, il est appelé par Yannick Noah pour disputer la demi-finale de Coupe Davis contre l'Espagne. Il joue et remporte son premier match en sélection nationale contre Pablo Carreño Busta (7-5, 6-1, 6-0) et apporte le premier point à l'équipe de France, qui se qualifie le lendemain pour la finale. De retour sur le circuit, il écarte au premier tour du tournoi de Metz Quentin Halys avant de s'incliner contre le 120e mondial Yannick Maden (4-6, 6-3, 3-6). À Tokyo, après une victoire contre Nicolás Jarry, il est défait au deuxième tour par Kei Nishikori (3-6, 5-7). Il conclut sa tournée asiatique par le Masters 1000 de Shanghai. Sorti vainqueur des qualifications, il bat à nouveau Pablo Carreño Busta mais se laisse surprendre au deuxième tour par Alex De Minaur (4-6, 3-6). Il revient en Europe et participe au tournoi de Moscou. Vainqueur de Mischa Zverev au premier tour, le Français est éliminé au tour suivant par le 217e mondial Egor Gerasimov (4-6, 4-6).

### 2019. Deux titres ATP, 1/8 de finale à Roland-Garros et à Wimbledon et retour dans le top 25
Malgré un 1/4 de finale à Pune, où il est battu par Gilles Simon au terme d'un match très serré (6-3, 64-7, 4-6), un 1er tour à rebondissements à l'Open d'Australie face à Dominic Thiem (4-6, 3-6, 7-5, 6-1, 3-6), 8e joueur mondial, et un 1/4 à Rennes où, ayant perdu récemment un proche, il décide d'abandonner, Benoît Paire connaît un début de saison mitigé. Mis à part son échec à Melbourne, il chute ainsi sèchement d'entrée à Auckland, à Rotterdam, à Dubaï, à Indian Wells et à Miami, respectivement face à Cameron Norrie (3-6, 2-6), Stanislas Wawrinka (64-7, 1-6), Kei Nishikori (4-6, 3-6), Prajnesh Gunneswaran (65-7, 4-6) et Feliciano López (5-7, 6-4, 4-6). Il est par ailleurs défait au 2e tour à Montpellier par Tomáš Berdych (2-6, 0-6) et à Marseille par David Goffin (2-6, 3-6).
Sa saison prend un nouveau tour avec le commencement des tournois de terre battue, avec une finale perdue malgré l'obtention d'une balle de match à Marbella face à Pablo Andújar, joueur contre lequel il prendra sa revanche en finale à Marrakech (6-2, 6-3), où il obtient donc le deuxième titre ATP de sa carrière, près de quatre ans après le précédent, en ayant notamment battu les Français Pierre-Hugues Herbert (6-4, 6-2), tête de série no 8, et Jo-Wilfried Tsonga (2-6, 6-4, 6-3) sur son chemin.
Il réitère sa performance à Lyon, où il écarte notamment les Canadiens Denis Shapovalov (6-3, 4-6, 7-64), tête de série no 3, et Félix Auger-Aliassime (6-4, 6-3), 28e mondial, cette dernière victoire lui apportant finalement son troisième trophée en carrière.
Classé 38e à l'ATP au début de Roland-Garros, Benoît Paire bat au premier tour le Roumain Marius Copil (6-4, 65-7, 6-0, 6-1). Au tour suivant, il se défait de son compatriote Pierre-Hugues Herbert au terme d'un match à suspense, long de plus de 4 heures 30 minutes, où, après avoir mené de deux manches et un break dans la troisième, il voit son adversaire, pourtant blessé aux adducteurs, reprendre ses esprits et remporter finalement les deux sets suivants, alors que Paire avait à deux reprises servi pour le gain du match dans les troisième et quatrième manches, obtenant même une balle de match dans le tie-break de cette dernière. Devant par deux fois rattraper un break de retard dans le cinquième set, il l'emporte finalement sur le score de 6-2, 6-2, 5-7, 66-7, 11-9. Il atteint ensuite pour la première fois les huitièmes de finale à Roland-Garros, après sa victoire au troisième tour sur Pablo Carreño Busta qui, également touché aux adducteurs, a dû abandonner à la fin de la troisième manche (6-2, 4-6, 7-61, ab.). Il est finalement battu en près de quatre heures de jeu par le septième joueur mondial, Kei Nishikori, sur le score de 2-6, 7-68, 2-6, 7-68, 5-7, même s'il a pu sauver deux balles de match dans la quatrième manche et a servi pour le gain du match dans la cinquième.
28e au classement ATP lors de son entrée au tournoi de Halle, il tombe au premier tour contre son compatriote Jo-Wilfried Tsonga, battu en deux sets (6-4, 7-5). Il réalise une performance plus décevante que l'année précédente où il fut battu par Roger Federer au deuxième tour. Il perd alors quatre places au classement et se rend au tournoi d'Antalya, avec le statut de tête de série numéro 1.
Exempté de premier tour, il perd de nouveau dès son premier match, en deux sets très accrochés (7-64, 7-65) disputés face à Victor Troicki. Il réagit ensuite en mettant en avant les conditions de jeu de ce match, qui se déroulait sous une chaleur notable.
Viens alors un autre tournoi du gazon, le plus important de la saison, celui de Wimbledon. Tête de série numéro 28, il rencontre au premier tour l'Argentin Juan Ignacio Londero, qu'il défait en quatre sets (4-6, 6-4, 6-4, 7-64), une victoire qui satisfait le français après ses deux dernières performances. Il bat ensuite, en bénéficiant d'un abandon en cours de match, le Russe Miomir Kecmanovic (7-6, 6-4, 0-0 ab.). De nouveau satisfait de son match et des « nouvelles conditions de jeu », Benoît Paire poursuit le tournoi en étant confiant. Viennent ensuite les seizièmes de finale, qu'il franchit non sans peine en battant en quatre sets le tchèque Jiri Vesely (5-7, 7-65, 6-3, 7-62), avec le sentiment d'avoir « progressé et de mieux gérer ses émotions » comme il l'explique dans le Figaro,. Les huitièmes de finale seront néanmoins fatales pour le Français, avec une défaite sèche en trois sets face à Roberto Bautista-Agut (6-3, 7-5, 6-2). Touché par une blessure abdominale pendant le match, Benoît Paire déclarera « observer une période de repos » après ce match. Il réalise une performance nettement plus satisfaisante que l'an passé, avec un tour de plus franchi dans ce tournoi, son meilleur résultat. Il remonte à la 28e place au classement.
24 jours après ce match, il reprend la compétition au tournoi de Hambourg, face à Jérémy Chardy. Malgré un set remporté, il perd ce match en 2 heures 37 (7-64, 5-7, 3-6). Chardy se dit content de sa victoire face à Paire, ce dernier ayant effectué un « très bon match », avec le sentiment d'avoir mené face à son compatriote une « grosse bataille ». L'Avignonnais perd deux places au classement.
La tournée américaine, qui s'achèvera avec l'US Open, commence par Washington. Tête de série numéro 10, il commence positivement par une victoire en trois sets face à l'Australien Marc Polmans (6-3, 65-7, 7-65), puis enchaîne en battant rapidement la tête de série numéro 5, l'Américain John Isner, en deux sets (7-63, 6-3) et se retrouve en quarts de finale face au Grec Stéfanos Tsitsipás. Ce match, plus problématique pour Paire, sera perdu encore plus rapidement (en deux sets et 1h15) avec une deuxième manche complètement lâchée par le français (7-5, 6-0). Malgré cela, il franchit deux tours de plus qu'en 2018 et remonte d'une place au classement.
Le Masters 1000 de Montréal compte également le français dans son tableau, aligné face à Richard Gasquet. Ce dernier vaincra le premier en deux sets (7-62, 6-4), une victoire qui remplira de confiance le Biterrois, tombeur de Nishikori au tour suivant. Un résultat cependant décevant pour Paire, éliminé précocement par rapport à 2018. Son classement ne bouge pas.
Benoît Paire revient ensuite à Cincinnati, où il reste sur une défaite en seizièmes de finale. Il passe le premier tour grâce à un abandon de Fernando Verdasco (6-4, ab.), mais tombe durement en seizièmes, également, face au Russe Daniil Medvedev qui sera le futur vainqueur du tournoi (7-62, 6-1). Il perd une place au classement.
Paire entamera ensuite une très bonne semaine, atteignant la finale du tournoi de Winston-Salem, où il est classé tête de série numéro 1. Sur son parcours, il fera tomber Prajnesh Gunneswaran (6-3, 7-5), Ugo Humbert (3-6, 7-62, 6-3), Pablo Carreño-Busta (7-6, 1-6, 6-35) et Steve Johnson (1-6, 6-0, 6-0). Il s'inclinera cependant en trois sets face à Hubert Hurkacz (3-6, 6-3, 3-6), perdant la cinquième finale de sa carrière. Il monte à la 26e place mondiale.
Ainsi, après ces tournois, vient le point d'orgue de cette tournée : l'US Open. Paire, tête de série numéro 29, a 45 points à déféndre. Il vainc rapidement Brayden Schnur au premier tour (6-2, 6-4, 6-4), abordant le tournoi calmement, « sans se mettre de pression ». Le match suivant, beaucoup moins facile, lui sera fatal. Alors qu'il menait 2 sets à 0 face à Aljaz Bedene, il est remonté et finalement battu 3-2 (6-4, 7-63, 2-6, 5-7, 64-7). Outre le caractère « imperdable » de ce match, Paire fait surtout sensation en refusant de serrer la main de son adversaire au terme de la rencontre, en quittant le terrain alors que ce dernier, allongé sur le cours, célébrait sa victoire. Il justifiera ensuite cette réaction en déclarant, à propos de Bedene : « Quand une personne m'insulte dans sa serviette au changement de côté à un set zéro, 6-5 quand je viens de le breaker, que l'arbitre lui dit 'tu n'as pas le droit de lui parler' et que lui il me parle, il me parle, il me parle... je pense qu'à un moment donné il faut mettre des sanctions » (contenu tiré de la source notée), puis mettant en avant la nécessité de sanctionner ce genre de comportement en faisant référence notamment à l'amende de 113 000 dollars dont a écopé Nick Kyrgios précédemment. Il déclare ensuite prendre de la distance avec les cours de tennis dans les jours qui suivront.

### 2020. Finale à Auckland
Le début d'année 2020 de Benoît Paire est encourageant. Lors de la première épreuve de la saison, à savoir l'ATP Cup, il remporte deux de ses trois matchs, disposant de Nicolás Jarry et Dušan Lajović 2 sets à 1. Son dernier match, face à Kevin Anderson, se joue à peu de choses, Paire servant pour le match dans le deuxième et le troisième set et se procurant même une balle de match sur le service de son adversaire. Malgré la désillusion, Benoît Paire poursuit son début de saison prometteur en atteignant la finale à Auckland. De son premier match de l'année contre Nicolás Jarry à sa défaite en finale, son début de saison a la particularité de se composer de 10 matchs avec dénouements dans le set décisif (8 matchs avec un score de 2 sets à 1 (3 à l'ATP Cup et 2 au tournoi d'Auckland), et deux matchs se ponctuant sur le score de 3 sets à 2 à l'Australian Open).
Après la trêve liée au coronavirus, Benoît Paire retrouve la compétition au Masters 1000 de Cincinnati, délocalisé en raison du contexte à New-York. Opposé à Borna Ćorić, il perd le premier set 6-0 avant d'abandonner dès le début du second set en étant mené 1 jeu à 0. Quelques jours plus tard, Paire est en lice pour l'US Open. Testé positif, il est écarté du tableau, et entraîne dans son isolement prolongé plusieurs athlètes l'ayant côtoyé. Après cet épisode, il reprend la compétition au Masters 1000 de Rome où il s'illustre d'une bien mauvaise manière par son comportement nonchalant face à Jannik Sinner avec une défaite 6-2, 6-1 en une heure de jeu.

### 2021. Saison difficile, quart de finale à Cincinnati et finale Cordoba en double
Il participe à l'ATP Cup en compagnie de Gaël Monfils, Nicolas Mahut, Édouard Roger-Vasselin. Il perd contre Fabio Fognini (6-1, 7-62) et abandonne contre Dominic Thiem (6-1 ab.).
Il perd son premier match en tournoi majeur de l'année contre Egor Gerasimov (2-6, 6-2, 65-7, 5-7) alors qu'il était tête de série no 25. Il joue le double avec Romain Arneodo mais ils perdent au premier tour contre Lorenzo Sonego et Andrea Vavassori (7-6, 2-6, 4-6).
Pour son premier tournoi lors de la tournée américaine (Cordoba), il est tête de série no 2, il gagne contre Nicolás Jarry (6-2, 6-4) mais perd contre le local Federico Coria (3-6, 2-6). En double avec le monégasque Romain Arneodo, ils battent Nicholas Monroe et Artem Sitak (3-6, 6-3, 10-6), Facundo Bagnis et Máximo González (7-61, 4-6, 10-7) puis Guillermo Durán et Andrés Molteni (6-3, 3-6, 10-6) en demi-finale mais ils s'inclinent en finale contre la paire brésilienne Rafael Matos et Felipe Meligeni Alves (4-6, 1-6).
Alors tête de série no 3 à Buenos Aires il perd contre Francisco Cerúndolo (6-4, 3-6, 1-6). En double, avec son équipier Romain Arneodo, ils perdent contre Oliver Marach et Luis David Martínez au premier tour (4-6, 6-3, 9-11).
Tête de série no 2 à Santiago, il perd contre Holger Rune (2-6, 3-6). Il quitte alors le top 30 pour se retrouver 31e mondial. En double, il perd en quart de finale avec Romain Arneodo contre Simone Bolelli et Máximo González (2-6, 63-7) cela après avoir battu Nicholas Monroe et Artem Sitak (6-4, 6-3).
Pour le tournoi d'Acapulco il affronte Stéfanos Tsitsipás au premier tour et s'incline (3-6, 1-6). Il joue en double avec Laslo Djere au premier tour, ils ont gagné contre Austin Krajicek et Franko Škugor (2-6, 6-3, 10-6). Au deuxième tour ils perdent contre la paire française Pierre-Hugues Herbert et Nicolas Mahut (4-6, 1-6).
À Miami, il est tête de série no 23 mais il est sorti par Lorenzo Musetti (3-6, 3-6).
Lors du deuxième Masters 1000 de l'année, il perd contre Jordan Thompson au premier tour (4-6, 7-63, 65-7). En double il forme une paire 100 % française avec Adrian Mannarino, mais ils sont éliminés au premier tour contre les têtes de séries no 8 Wesley Koolhof et Łukasz Kubot (62-7, 3-6).
Il perd son septième match d'affilée contre Federico Gaio lors du tournoi de Barcelone (5-7, 3-6). Comme lors du tournoi précédent il joue avec Adrian Mannarino en double, et doivent aussi s'incliner contre Jérémy Chardy et Fabrice Martin (61-7, 7-64, 8-10) au premier tour.
Il gagne son deuxième match de la saison contre Nikoloz Basilashvili (6-4, 7-5) à Madrid avant de s'incliner contre le récent lauréat de Monte-Carlo le cinquième mondial Stéfanos Tsitsipás (1-6, 2-6).
À Rome il perd contre le local de l'épreuve Stefano Travaglia (4-6, 3-6). Il perd alors 4 places au classement ATP (40e). De nouveau associé à Adrian Mannarino, ils se hissent en quart de finale où ils s'inclinent contre les futures vainqueurs du tournoi Nikola Mektić et Mate Pavić (4-6, 2-6) après avoir battu Lorenzo Sonego et Andrea Vavassori (7-5, 4-6, 10-8) puis en huitième finale contre Marcelo Demoliner et Daniil Medvedev (6-3, 7-62).
Il participe au tournoi de Genève où il est no 7. Mais il perd contre l'allemand Dominik Köpfer (7-68, 65-7, 4-6). Il joue en double avec Nicholas Monroe contre Marc-Andrea Hüsler et Dominic Stricker (63-7, 1-6) mais quitte le tournoi au premier tour.
Il est tête de série no 2 à Parme mais abandonne d'entrée contre le jeune espagnol Jaume Munar (5-7, 1-3 ab.). Il joue de nouveau avec Romain Arneodo en double où ils battent Nicholas Monroe et Sam Querrey (7-64, 6-4) puis Marcelo Arévalo et Matwé Middelkoop les têtes de série no 4 (6-2, 7-5). Mais ils s'inclinent en demi-finale contre la paire Oliver Marach et Aisam-Ul-Haq Qureshi (3-6, 2-6) qui perdront la finale.
Pour son Grand-Chelem à domicile, il perd contre le jeune norvégien Casper Ruud en quatre sets (7-5, 2-6, 1-6, 64-7). C'est sa 5e défaite d'affilée. En double il joue avec Romain Arneodo, ils battent au premier tour Marc López et Jürgen Melzer (6-2, 5-7, 6-4) puis Marcus Daniell et Philipp Oswald (6-0, 6-4). Ils perdent en huitième de finale contre Hugo Nys et Tim Pütz (4-6, 4-6).
Il perd contre l'ancien no 1 mondial Andy Murray (3-6, 2-6) au premier tour au Queen's. Il participe au double avec Adrian Mannarino, ils gagnent contre John Millman et Artem Sitak (6-4, 7-64), mais ils s'inclinent contre les futures finalistes Marcus Daniell et Philipp Oswald (3-6, 4-6).
Il participe au 3e tournoi du Grand-Chelem. Il s'incline d'entrée contre l'argentin no 11 mondial Diego Schwartzman (3-6, 4-6, 0-6). Il perd par la suite six places au classement ATP pour être 46e.

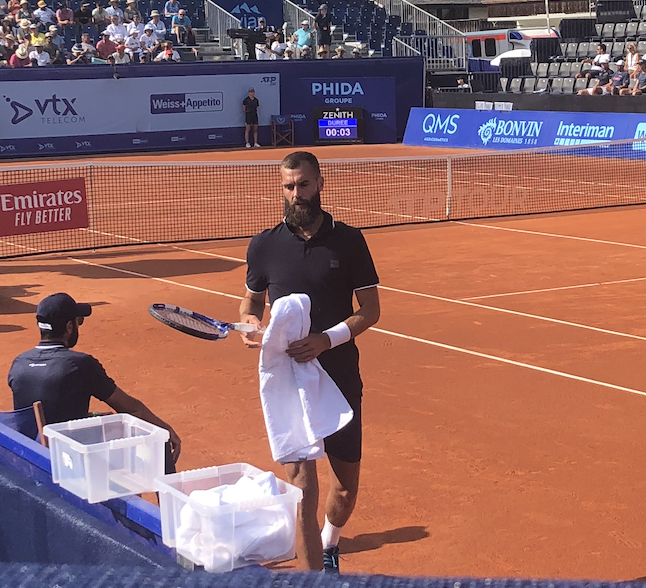
Benoît Paire à Gstaad en 2021.

Il joue le Chalenger de Brunswick où il est tête de série no 1 il bat Guido Andreozzi (6-4, 2-6, 7-5). Mais il s'incline Vit Kopriva en 8e de finale (1-6, 6-2, 2-6). Il perd alors 5 places au classement ATP pour se retrouver 51e mondial.
Lors de l'ATP 500 de Hambourg il est tête de série no 8. Au premier tour il bat Ričardas Berankis (6-6 ab.) puis Juan Pablo Varillas (7-5, 7-68). Il perd contre l'argentin Federico Delbonis (6-4, 69-7, 4-6).
Il est tête de série no 6 à Gstaad il bat Jozef Kovalík (6-3, 7-62), puis Tallon Griekspoor (6-4 ab.) mais il ne peut rien faire contre le futur vainqueur du tournoi Casper Ruud (2-6, 7-5, 6-3). En double il joue avec Arthur Rinderknech, ils gagnent au premier tour contre les têtes de série no 1 Robin Haase et Matwé Middelkoop (6-3, 6-4) puis contre Robert Galloway et Alex Lawson (7-5, 6-4), ils perdent en demi-finale contre les futures lauréats Marc-Andrea Hüsler et Dominic Stricker (4-6, 6-4, 12-14).
Pour son premier tournoi américain, d'Atlanta il est tête de série no 7. Il gagne le premier tour contre Yasutaka Uchiyama (7-5, 62-7, 6-4). Mais il abandonne contre le future demi-finaliste Emil Ruusuvuori (6-4, 4-6, 0-3 ab.). Il joue avec Treat Huey en double, ils gagnent contre les finlandais Harri Heliövaara et Emil Ruusuvuori (7-62, 7-62), mais ils perdent face aux futures vainqueurs du tournoi Reilly Opelka et Jannik Sinner (64-7, 4-6).
Il est tête de série no 13 à l'ATP 500 de Washington mais s'incline d'entrée contre Mackenzie McDonald (7-66, 4-6, 4-6). En double, il perd aussi au premier tour avec Jackson Withrow, contre Sebastian Korda et Jannik Sinner (6-1, 4-6, 9-11).
Il joue le tournoi de Toronto où il gagne contre son bourreau de la semaine précédente Mackenzie McDonald (6-3, 6-4) avant de s'incliner contre l'ancien top 10, la tête de série no 8 Diego Schwartzman (5-7, 1-6) au deuxième tour.
La semaine suivante il joue le Masters 1000 de Cincinati il bat successivement Miomir Kecmanović (5-7, 6-3, 6-2), Denis Shapovalov (6-3, 4-6, 7-5) le no 10 mondial pour sa 7e victoire contre un top 10. Le serveur américain John Isner (7-61, 62-7, 1-6). Il s'incline en quart de finale (un tour qu'il n'avait pas atteint depuis Rome 2013 et sa victoire contre Marcel Granollers 6-1, 6-0) contre Andrey Rublev (2-6, 6-3, 3-6) le 7e mondial.
Il participe au tournoi de Winston-Salem où il est tête de série no 12. Il gagne contre son compatriote Gilles Simon (6-3, 6-3) au deuxième tour avant de s'incliner contre Emil Ruusuvuori (4-6, 6-4, 1-6) en quart de finale.
Lors de l'US Open il s'incline contre Dusan Lajovic (3-6, 5-7, 6-2, 4-6) après une belle remontée dans le 3e set.
En septembre 2021, Benoît Paire officialise un contrat de sponsoring avec la marque de prêt à porter Celio, neuf mois après avoir arrêté sa collaboration avec Lacoste, son ancien équipementier.

### 2022. Nouvelles déceptions
Entre le 20 janvier et le 15 mai, il enchaine une série de 11 défaites consécutives en simple au 1er tour, sur le circuit ATP.
À Roland-Garros, il est éliminé dès le 1er tour par Ilya Ivashka (6-3, 7-5, 1-6, 7-5). Au 2e set à 5-5, il offre littéralement le break à son adversaire en commettant quatre doubles-fautes ! Au 4e set, il mène 4-1, service à suivre, et donne de nouveau le break avec deux doubles-fautes. Enfin, à 5-4 et 40-0, il a donc 3 balles d'égalisation à 2 sets partout mais craque encore, et fait encore trois doubles-fautes dans le dernier jeu. En tout, il compte pas moins de 24 double-fautes, et met une fois de plus en évidence la fragilité de son mental en compétition, laissant perplexe le public, au vu des hauts et des bas de la qualité de son tennis, durant un match qui paraissait à sa portée.
Il concède encore une 15e défaite au 1er tour au tournoi ATP de Stuttgart. Il ne gagne finalement que 3 matchs sur le circuit en 2022, deux à l'Open d'Australie, un à Genève. Il prend alors une pause dans sa carrière, déclarant des complications d'ordre psychologique. Il essaiera un peu plus tard de revenir en passant par les tournois du circuit "challenger".

### 2023. Deux titres en challenger

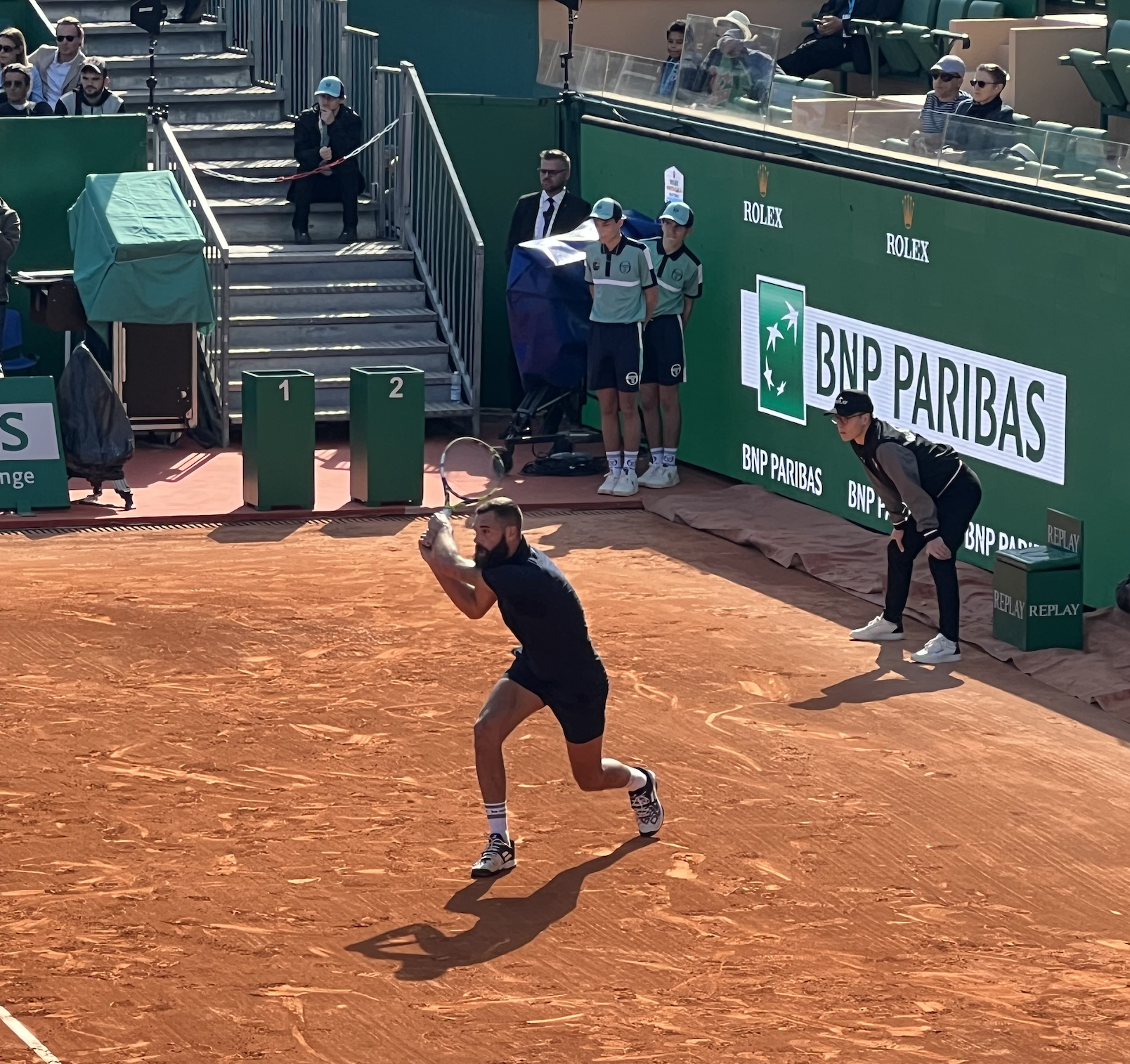
Paire à Monte-Carlo en 2023.

En début d'année 2023, Paire se présente au tournoi Challenger de Nouméa. Au premier tour, il se défait de son compatriote Victor Lopes (6-1, 6-3) puis écarte l'Australien Blake Ellis en trois sets (3-6, 6-1, 6-3) au second tour. En quarts de finale, il est opposé à l'Italien Raul Brancaccio qui l'élimine (7-5, 0-6, 3-6).
Lors du challenger Tenerife II en Espagne, fin janvier, il est éliminé en 2 sets par l'Argentin Santiago Fa Rodriguez Taverna. En mars, il remporte le Challenger de Puerto Vallarta au Mexique.
À Roland Garros, il s'incline dès le premier tour en 5 sets contre le Britannique Cameron Norrie. Dans une ambiance survoltée sur le court Suzanne-Lenglen, il livre une très belle partie face à la tête de série no 14. Il s'incline après avoir mené deux manches à une (5-7, 6-4, 6-3, 1-6, 4-6).

### 2024: renouement avec l'ATP
Le 29 janvier 2024, à Montpellier, Benoît rejoue pour la première fois depuis 8 mois sur le circuit ATP. Il gagne alors son premier match ATP depuis 546 jours face à Andy Murray, alors 49e joueur mondial. Il affronte ensuite Harold Mayot pour une place en quart de finale et une deuxième victoire consécutive (défaite 6-1, 6-4).
Il explique alors qu'il « croit en sa capacité à revenir parmi les meilleurs ». Pendant le reste de l'année il perd en cherchant à se qualifier pour deux Grands Chelems et deux Masters 1000, gagne un seul match dans un tournoi ATP 250 à Newport et joue dans quelques tournois du Circuit des Challengers.

### 2025
Jusqu'au mois d'avril il joue quelques tournois du Circuit des Challengers. Il participe avec le club d'Arras à la saison de Pro B.

## Palmarès

### Titres en simple messieurs
| No | Date       | Nom et lieu du tournoi               | Catégorie | Dotation  | Surface      | Finaliste             | Score     |          |
| -- | ---------- | ------------------------------------ | --------- | --------- | ------------ | --------------------- | --------- | -------- |
| 1  | 20-07-2015 | Skistar Swedish Open, Båstad         | ATP 250   | 439 405 € | Terre (ext.) | Tommy Robredo         | 7-67, 6-3 | Parcours |
| 2  | 08-04-2019 | Grand-Prix Hassan II, Marrakech      | ATP 250   | 524 340 € | Terre (ext.) | Pablo Andújar         | 6-2, 6-3  | Parcours |
| 3  | 20-05-2019 | Open Parc Auvergne-Rhône-Alpes, Lyon | ATP 250   | 524 340 € | Terre (ext.) | Félix Auger-Aliassime | 6-4, 6-3  | Parcours |

### Finales en simple messieurs
| No | Date       | Nom et lieu du tournoi                         | Catégorie | Dotation    | Surface      | Vainqueur          | Score           |          |
| -- | ---------- | ---------------------------------------------- | --------- | ----------- | ------------ | ------------------ | --------------- | -------- |
| 1  | 30-04-2012 | Serbia Open, Belgrade                          | ATP 250   | 366 950 €   | Terre (ext.) | Andreas Seppi      | 6-3, 6-2        | Parcours |
| 2  | 04-02-2013 | Open Sud de France, Montpellier                | ATP 250   | 410 200 €   | Dur (int.)   | Richard Gasquet    | 6-2, 6-3        | Parcours |
| 3  | 05-10-2015 | Rakuten Japan Open Tennis Championships, Tokyo | ATP 500   | 1 263 045 $ | Dur (ext.)   | Stanislas Wawrinka | 6-2, 6-4        | Parcours |
| 4  | 18-09-2017 | Moselle Open, Metz                             | ATP 250   | 482 060 €   | Dur (int.)   | Peter Gojowczyk    | 7-5, 6-2        | Parcours |
| 5  | 19-08-2019 | Winston-Salem Open, Winston-Salem              | ATP 250   | 717 955 $   | Dur (ext.)   | Hubert Hurkacz     | 6-3, 3-6, 6-3   | Parcours |
| 6  | 13-01-2020 | ASB Classic, Auckland                          | ATP 250   | 546 355 $   | Dur (ext.)   | Ugo Humbert        | 7-62, 3-6, 7-65 | Parcours |

### Titre en double messieurs
| No | Date       | Nom et lieu du tournoi      | Catégorie | Dotation  | Surface    | Partenaire         | Finalistes                    | Score    |          |
| -- | ---------- | --------------------------- | --------- | --------- | ---------- | ------------------ | ----------------------------- | -------- | -------- |
| 1  | 31-12-2012 | Aircel Chennai Open Chennai | ATP 250   | 385 150 $ | Dur (ext.) | Stanislas Wawrinka | Andre Begemann Martin Emmrich | 6-2, 6-1 | Parcours |

### Finales en double messieurs
| No | Date       | Nom et lieu du tournoi         | Catégorie | Dotation  | Surface      | Vainqueurs                         | Partenaire             | Score            |          |
| -- | ---------- | ------------------------------ | --------- | --------- | ------------ | ---------------------------------- | ---------------------- | ---------------- | -------- |
| 1  | 04-01-2016 | Aircel Chennai Open Chennai    | ATP 250   | 425 535 $ | Dur (ext.)   | Oliver Marach Fabrice Martin       | Austin Krajicek        | 6-3, 7-5         | Parcours |
| 2  | 09-04-2018 | Grand Prix Hassan II Marrakech | ATP 250   | 501 345 € | Terre (ext.) | Nikola Mektić Alexander Peya       | Édouard Roger-Vasselin | 7-5, 3-6, [10-7] | Parcours |
| 3  | 22-02-2021 | Córdoba Open Cordoba           | ATP 250   | 514 800 $ | Terre (ext.) | Felipe Meligeni Alves Rafael Matos | Romain Arneodo         | 6-4, 6-1         | Parcours |

## Performances en simple
- Circuit principal ATP : 3 titres et 6 finales perdues.
- Circuit secondaire Challenger : 8 titres et 8 finales perdues.
- Circuit tertiaire Futures  : 6 titres et 7 finales perdues.
- Demi-finale du Masters 1000 de Rome en 2013.

## Parcours dans les tournois du Grand Chelem

### En simple
| Année | Open d'Australie | Open d'Australie   | Internationaux de France | Internationaux de France | Wimbledon       | Wimbledon                 | US Open         | US Open          |
| ----- | ---------------- | ------------------ | ------------------------ | ------------------------ | --------------- | ------------------------- | --------------- | ---------------- |
| 2010  | —                | —                  | 1er tour (1/64)          | Olivier Rochus           | —               | —                         | 2e tour (1/32)  | Feliciano López  |
| 2011  | 2e tour (1/32)   | Ivan Ljubičić      | 1er tour (1/64)          | Victor Hănescu           | 1er tour (1/64) | David Ferrer              | —               | —                |
| 2012  | 1er tour (1/64)  | S. Wawrinka        | 2e tour (1/32)           | David Ferrer             | 3e tour (1/16)  | Brian Baker               | 2e tour (1/32)  | P. Kohlschreiber |
| 2013  | 1er tour (1/64)  | Roger Federer      | 3e tour (1/16)           | Kei Nishikori            | 3e tour (1/16)  | Łukasz Kubot              | 1er tour (1/64) | Alex Bogomolov   |
| 2014  | 3e tour (1/16)   | R. Bautista-Agut   | 2e tour (1/32)           | R. Bautista-Agut         | 1er tour (1/64) | Lukáš Rosol               | 2e tour (1/32)  | P. Carreño-Busta |
| 2015  | —                | —                  | 3e tour (1/16)           | Tomáš Berdych            | 2e tour (1/32)  | R. Bautista-Agut          | 1/8 de finale   | J.-W. Tsonga     |
| 2016  | 1er tour (1/64)  | Noah Rubin         | 2e tour (1/32)           | T. Gabashvili            | 2e tour (1/32)  | John Millman              | 2e tour (1/32)  | Márcos Baghdatís |
| 2017  | 3e tour (1/16)   | Dominic Thiem      | 1er tour (1/64)          | Rafael Nadal             | 1/8 de finale   | Andy Murray               | 2e tour (1/32)  | Mischa Zverev    |
| 2018  | 1er tour (1/64)  | G. García-López    | 2e tour (1/32)           | Kei Nishikori            | 3e tour (1/16)  | J. M. del Potro           | 2e tour (1/32)  | Roger Federer    |
| 2019  | 1er tour (1/64)  | Dominic Thiem      | 1/8 de finale            | Kei Nishikori            | 1/8 de finale   | R. Bautista-Agut          | 2e tour (1/32)  | Aljaž Bedene     |
| 2020  | 2e tour (1/32)   | Marin Čilić        | 2e tour (1/32)           | Federico Coria           | Annulé          | Annulé                    | —               | —                |
| 2021  | 1er tour (1/64)  | Egor Gerasimov     | 1er tour (1/64)          | Casper Ruud              | 1er tour (1/64) | Diego Schwartzman         | 1er tour (1/64) | Dušan Lajović    |
| 2022  | 3e tour (1/16)   | Stéfanos Tsitsipás | 1er tour (1/64)          | Ilya Ivashka             | 1er tour (1/64) | Quentin Halys             | 1er tour (1/64) | Cameron Norrie   |
| 2023  | Q2               | Michael Mmoh       | 1er tour (1/64)          | Cameron Norrie           | Q1              | Oscar Otte                | Q2              | Yu-Hsiou Hsu     |
| 2024  | Q1               | Jules Marie        | Q1                       | Josef Kovalik            | Q1              | Nicolas Moreno de Alboran | Q1              | Tseng Chun-hsin  |

N.B. : à droite du résultat se trouve le nom de l'ultime adversaire.

### En double
| Année | Open d'Australie                                                                           | Open d'Australie                                                                      | Internationaux de France                                                                          | Internationaux de France                                                                    | Wimbledon                                                                                  | Wimbledon | US Open | US Open |
| ----- | ------------------------------------------------------------------------------------------ | ------------------------------------------------------------------------------------- | ------------------------------------------------------------------------------------------------- | ------------------------------------------------------------------------------------------- | ------------------------------------------------------------------------------------------ | --------- | ------- | ------- |
| 2009  | —                                                                                          | —                                                                                     | 1er tour (1/32) S. de Chaunac \|\| style="text-align:left;" \| L. Dlouhý Leander Paes             | —                                                                                           | —                                                                                          | —         | —       |         |
| 2010  | —                                                                                          | —                                                                                     | 1er tour (1/32) J. Eysseric \|\| style="text-align:left;" \| Marc López Pere Riba                 | —                                                                                           | —                                                                                          | —         | —       |         |
| 2011  | —                                                                                          | —                                                                                     | 1er tour (1/32) A. Mannarino \|\| style="text-align:left;" \| T. Gabashvili M. Kukushkin          | —                                                                                           | —                                                                                          | —         | —       |         |
| 2012  | —                                                                                          | —                                                                                     | 1er tour (1/32) A. Mannarino \|\| style="text-align:left;" \| A. Dolgopolov D. Molchanov          | 1er tour (1/32) P. Lorenzi \|\| style="text-align:left;" \| J. Cerretani É. Roger-Vasselin  | 2e tour (1/16) É. Roger-Vasselin \|\| style="text-align:left;" \| R. Lindstedt Horia Tecău |           |         |         |
| 2013  | 1/4 de finale T. Bellucci \|\| style="text-align:left;" \| M. Granollers Marc López        | 1er tour (1/32) A. Mannarino \|\| style="text-align:left;" \| Max Mirnyi Horia Tecău  | 1er tour (1/32) P. Lorenzi \|\| style="text-align:left;" \| S. González S. Lipsky                 | —                                                                                           | —                                                                                          |           |         |         |
| 2014  | 1er tour (1/32) M. Gicquel \|\| style="text-align:left;" \| M. Draganja Mate Pavić         | 1er tour (1/32) A. Mannarino \|\| style="text-align:left;" \| J.-J. Rojer Horia Tecău | 1er tour (1/32) T. Bednarek \|\| style="text-align:left;" \| A. Nedovyesov D. Toursounov          | —                                                                                           | —                                                                                          |           |         |         |
| 2015  | —                                                                                          | —                                                                                     | 1er tour (1/32) K. de Schepper \|\| style="text-align:left;" \| G. García-López É. Roger-Vasselin | 1er tour (1/32) Robin Haase \|\| style="text-align:left;" \| M. Daniell M. Demoliner        | 1er tour (1/32) S. Darcis \|\| style="text-align:left;" \| A. Mannarino F. Martin          |           |         |         |
| 2016  | —                                                                                          | —                                                                                     | 1er tour (1/32) P.-H. Mathieu \|\| style="text-align:left;" \| J. Erlich C. Fleming               | 1er tour (1/32) P.-H. Mathieu \|\| style="text-align:left;" \| Ivan Dodig Marcelo Melo      | 1er tour (1/32) D. Brown \|\| style="text-align:left;" \| M. Baghdatís Gilles Müller       |           |         |         |
| 2017  | 1er tour (1/32) P.-H. Mathieu \|\| style="text-align:left;" \| Bob Bryan Mike Bryan        | 1er tour (1/32) S. Darcis \|\| style="text-align:left;" \| Mikhail Elgin K. Khachanov | —                                                                                                 | —                                                                                           | 1er tour (1/32) D. Marrero \|\| style="text-align:left;" \| S. Darcis Dudi Sela            |           |         |         |
| 2018  | 2e tour (1/16) Hugo Nys \|\| style="text-align:left;" \| M. Daniell D. Inglot              | 2e tour (1/16) F. Delbonis \|\| style="text-align:left;" \| M. Arévalo J. Cerretani   | 1er tour (1/32) P. Gojowczyk \|\| style="text-align:left;" \| Matthew Ebden Taylor Fritz          | 1er tour (1/32) Hugo Nys \|\| style="text-align:left;" \| M. Demoliner S. González          |                                                                                            |           |         |         |
| 2019  | 1er tour (1/32) Hugo Nys \|\| style="text-align:left;" \| R. Carballés Baena Andrey Rublev | 2e tour (1/16) Leander Paes \|\| style="text-align:left;" \| J. S. Cabal Robert Farah | 1er tour (1/32) Leander Paes \|\| style="text-align:left;" \| A. Bublik M. Kukushkin              | 1er tour (1/32) Mischa Zverev \|\| style="text-align:left;" \| Marcelo Arévalo Jonny O'Mara |                                                                                            |           |         |         |
| 2020  | 1/8 de finale Simone Bolelli \|\| style="text-align:left;" \| Henri Kontinen J.-L. Struff  | 2e tour (1/16) A. Mannarino \|\| style="text-align:left;" \| B. Bonzi A. Hoang        | Annulé                                                                                            | Annulé                                                                                      | —                                                                                          | —         |         |         |
| 2021  | 1er tour (1/32) R. Arneodo \|\| style="text-align:left;" \| L. Sonego A. Vavassori         | 1/8 de finale R. Arneodo \|\| style="text-align:left;" \| Hugo Nys Tim Pütz           | —                                                                                                 | —                                                                                           | 1/8 de finale R. Berankis \|\| style="text-align:left;" \| Steve Johnson Sam Querrey       |           |         |         |
| 2022  | 1er tour (1/32) R. Arneodo \|\| style="text-align:left;" \| W. Koolhof N. Skupski          | 2e tour (1/16) A. Ramos \|\| style="text-align:left;" \| Hugo Nys J. Zieliński        | 1er tour (1/32) A. Ramos \|\| style="text-align:left;" \| N. Mektić Mate Pavić                    | —                                                                                           | —                                                                                          |           |         |         |

N.B. : le nom du partenaire se trouve sous le résultat ; les noms des ultimes adversaires se trouvent à droite.

### En double mixte
| Année | Open d'Australie | Open d'Australie | Internationaux de France                                                                      | Internationaux de France       | Wimbledon | Wimbledon | US Open | US Open |
| ----- | ---------------- | ---------------- | --------------------------------------------------------------------------------------------- | ------------------------------ | --------- | --------- | ------- | ------- |
| 2012  | —                | —                | 1er tour (1/16) P. Parmentier                                                                 | Mike Bryan Květa Peschke       | —         | —         | —       | —       |
| 2013  | —                | —                | 1er tour (1/16) S. Beltrame                                                                   | Marcelo Melo Liezel Huber      | —         | —         | —       | —       |
|       |                  |                  |                                                                                               |                                |           |           |         |         |
| 2015  | —                | —                | 1er tour (1/16) Chloé Paquet                                                                  | An. Rodionova A.-U.-H. Qureshi | —         | —         | —       | —       |
|       |                  |                  |                                                                                               |                                |           |           |         |         |
| 2017  | —                | —                | 2e tour (1/8) Chloé Paquet                                                                    | G. Dabrowski R. Bopanna        | —         | —         | —       | —       |
| 2018  | —                | —                | 1er tour (1/16) Chloé Paquet \|\| style="text-align:left;" \| A. Hlaváčková É. Roger-Vasselin | —                              | —         | —         | —       |         |

N.B. : le nom de la partenaire se trouve sous le résultat ; les noms des ultimes adversaires se trouvent à droite.

## Parcours dans les Masters 1000
| Année | Indian Wells         | Miami                 | Monte-Carlo             | Madrid                  | Rome                      | Canada                     | Cincinnati              | Shanghai                | Paris                  |
| ----- | -------------------- | --------------------- | ----------------------- | ----------------------- | ------------------------- | -------------------------- | ----------------------- | ----------------------- | ---------------------- |
| 2012  | 1er tour C. Berlocq  | —                     | —                       | —                       | —                         | —                          | —                       | 2e tour J.-W. Tsonga    | 2e tour K. Nishikori   |
| 2013  | 3e tour G. Simon     | 1er tour M. Llodra    | 2e tour R. Gasquet      | 2e tour Rafael Nadal    | 1/2 finale R. Federer     | 1/8 de finale M. Matosevic | 1er tour N. Davydenko   | 2e tour F. Mayer        | 1er tour P.-H. Herbert |
| 2014  | —                    | —                     | 1er tour A. Montañés    | 1er tour G. Simon       | —                         | 2e tour S. Wawrinka        | 1er tour S. Johnson     | —                       | —                      |
| 2015  | —                    | —                     | 2e tour G. Simon        | —                       | —                         | —                          | 2e tour N. Djokovic     | —                       | 2e tour G. Simon       |
| 2016  | 2e tour A. Mannarino | 3e tour R. Gasquet    | 1/8 de finale A. Murray | 1er tour Jack Sock      | 2e tour S. Wawrinka       | 1er tour R. Štěpánek       | 1er tour Borna Ćorić    | 2e tour D. Goffin       | 1er tour P. Lorenzi    |
| 2017  | 1er tour T. Fritz    | 3e tour D. Young      | 1er tour T. Haas        | 1/8 de finale P. Cuevas | 2e tour S. Wawrinka       | 2e tour J. Donaldson       | 1er tour M. Krueger     | 1er tour F. Tiafoe      | 1er tour R. Gasquet    |
| 2018  | 1er tour M. Krueger  | 3e tour F. Krajinović | 1er tour F. López       | 2e tour D. Shapovalov   | 1/8 de finale Marin Čilić | 2e tour R. Nadal           | 2e tour D. Goffin       | 2e tour A. de Minaur    | 1er tour M. Fucsovics  |
| 2019  | 1er tour Gunneswaran | 1er tour F. López     | —                       | —                       | 1er tour Radu Albot       | 1er tour R. Gasquet        | 2e tour D. Medvedev     | 2e tour N. Basilashvili | 2e tour G. Monfils     |
| 2020  | n.o.                 | n.o.                  | n.o.                    | n.o.                    | 1er tour J. Sinner        | n.o.                       | 1er tour B. Ćorić       | n.o.                    | —                      |
| 2021  | 1er tour F. Tiafoe   | 2e tour L. Musetti    | 1er tour J. Thompson    | 2e tour S. Tsitsipás    | 1er tour S. Travaglia     | 2e tour D. Schwartzman     | 1/4 de finale A. Rublev | n.o.                    | 1er tour P. Carreño    |
| 2022  | 1er tour D. Köpfer   | 1er tour H. Laaksonen | 1er tour L. Musetti     | 1er tour D. Schwartzman | —                         | 1er tour Y. Nishioka       | —                       | n.o.                    | —                      |
| 2023  | —                    | 1er tour Y. Watanuki  | —                       | 1er tour M. Arnaldi     | —                         | —                          | —                       | —                       | —                      |

N.B. : sous le résultat se trouve le nom de l’ultime adversaire.

## Parcours en Coupe Davis
| #                                                         | Date          | Lieu              | Surface    | Gagnant(s)   | Perdant(s)          | Score         |          |
|                                                           |               |                   |            |              |                     |               |          |
| 2018 - 1/2 finale (groupe mondial) - France - Espagne 3:2 |               |                   |            |              |                     |               |          |
| 1                                                         | 14-16/09/2018 | Villeneuve-d'Ascq | Dur (int.) | Benoît Paire | Pablo Carreño Busta | 7-5, 6-1, 6-0 | Parcours |

## Confrontations avec ses principaux adversaires
Confrontations lors des différents tournois ATP et en Coupe Davis avec ses principaux adversaires (6 confrontations minimum et avoir été membre du top 10). Classement par pourcentage de victoires. Situation au 24 mars 2023 :
Les joueurs retraités sont en gris.
| Joueur                | Meilleur classement | Confrontations | Victoires | Défaites | Pourcentage de victoires | Dernière confrontation                                   |
| --------------------- | ------------------- | -------------- | --------- | -------- | ------------------------ | -------------------------------------------------------- |
| Roger Federer         | 1                   | 7              | 0         | 7        | 0                        | défaite (5-7, 4-6, 4-6) à l'US Open 2018                 |
| Roberto Bautista-Agut | 9                   | 7              | 0         | 7        | 0                        | défaite (3-6, 5-7, 2-6) à Wimbledon 2018                 |
| Richard Gasquet       | 7                   | 10             | 2         | 8        | 20                       | défaite (4-6, 4-6) au tournoi de Dubaï 2020              |
| Kei Nishikori         | 4                   | 9              | 2         | 7        | 22,2                     | défaite (2-6, 7-68, 2-6, 7-68, 5-7) à Roland-Garros 2019 |
| Stanislas Wawrinka    | 3                   | 12             | 3         | 9        | 25                       | défaite (64-7, 1-6) au tournoi de Rotterdam 2019         |
| Marin Čilić           | 3                   | 7              | 2         | 5        | 28,6                     | victoire (2-6, 7-5, 7-61) au tournoi de Dubaï 2020       |
| Gilles Simon          | 6                   | 10             | 4         | 6        | 40                       | victoire (6-3, 6-3) au tournoi de Winston-Salem 2021     |
| David Goffin          | 7                   | 6              | 3         | 3        | 50                       | défaite (2-6, 3-6) au tournoi de Marseille 2019          |
| Pablo Carreño Busta   | 10                  | 13             | 8         | 5        | 61,5                     | défaite (3-6, 4-6) au Masters de Paris-Bercy 2021        |

## Victoires sur le top 10
Toutes ses victoires sur des joueurs classés dans le top 10 de l'ATP lors de la rencontre.
| Légende      |
| Grand Chelem |
| Masters 1000 |
| 500 Series   |
| 250 Series   |
| Coupe Davis  |

| # | B.P.  | Tournoi    | Année | Surface      | Adversaire            | Rang  | Tour | Score                    |
| - | ----- | ---------- | ----- | ------------ | --------------------- | ----- | ---- | ------------------------ |
| 1 | no 36 | Rome       | 2013  | Terre battue | Juan Martín del Potro | no 7  | 1/8  | 6-4, 7-63                |
| 2 | no 27 | Montréal   | 2013  | Dur          | Stanislas Wawrinka    | no 10 | 1/16 | 6-2, 7-62                |
| 3 | no 41 | US Open    | 2015  | Dur          | Kei Nishikori         | no 4  | 1/64 | 6-4, 3-6, 4-6, 7-66, 6-4 |
| 4 | no 32 | Tokyo      | 2015  | Dur          | Kei Nishikori         | no 6  | 1/2  | 1-6, 6-4, 6-2            |
| 5 | no 22 | Marseille  | 2016  | Dur (int.)   | Stanislas Wawrinka    | no 4  | 1/4  | 6-4, 1-6, 7-5            |
| 6 | no 52 | Madrid     | 2017  | Terre battue | Stanislas Wawrinka    | no 3  | 1/16 | 7-5, 4-6, 6-2            |
| 7 | no 50 | Cincinnati | 2021  | Dur (ext.)   | Denis Shapovalov      | no 10 | 1/16 | 6-3, 4-6 , 7-5           |

## Classements ATP en fin de saison
| Année          | 2007 | 2008 | 2009 | 2010 | 2011 | 2012 | 2013 | 2014 | 2015 | 2016 | 2017 | 2018 | 2019 | 2020 | 2021 | 2022 | 2023 | 2024 |
| Rang en simple | 675  | 638  | 333  | 152  | 95   | 47   | 26   | 118  | 19   | 47   | 41   | 52   | 24   | 28   | 46   | 181  | 117  | 413  |
| Rang en double | –    | 1151 | 1253 | 793  | 314  | 385  | 91   | 1127 | 323  | 179  | 172  | 138  | 102  | 93   | 66   | 292  | 524  | 1149 |

Source : (en) Classements de Benoît Paire sur le site officiel de la Fédération internationale de tennis

## Vie privée
Il connaît une idylle avec la chanteuse Pauline dont il se sépare à l'automne 2014.
En octobre 2015, il officialise sa relation avec la chanteuse Shy'm. 
En septembre 2017, leur séparation est annoncée après deux ans de vie commune.
En mai 2021, la candidate de téléréalité Julie Bertin rend publique sur Instagram sa relation avec le joueur.
Ils se séparent en juillet 2022.